# Buenos Aires
Pour les articles homonymes, voir Buenos Aires (homonymie).
Buenos Aires [bɥenɔz‿ɛʁ] (en espagnol : [ˌbu̯enos ˈai̯ɾes]), officiellement la ville autonome de Buenos Aires (en espagnol : Ciudad Autónoma de Buenos Aires), est la capitale et la ville la plus importante de l'Argentine. La population de la ville en 2022 est estimée à 3 120 612 habitants. Son agglomération urbaine, le Grand Buenos Aires, compte 16 000 000 habitants, ce qui la classe au deuxième rang des  aires urbaines hispanophone du  monde, après Mexico. Ses habitants sont appelés « Portègnes » (Porteños en espagnol, littéralement « habitants du port ») ou parfois improprement « Buenos-Airiens » (Bonaerenses), nom normalement donné aux habitants de la province de Buenos Aires, dont ne fait pas partie la capitale fédérale. Ils sont pour la plupart d’origine espagnole ou italienne. La religion largement prépondérante y est le catholicisme. Le protestantisme et le judaïsme y constituent cependant des minorités religieuses considérables. En dehors d’Israël et des États-Unis, Buenos Aires est l’aire urbaine accueillant la plus grande communauté ashkénaze au monde, et la deuxième communauté juive globale après Paris et devant Londres et Toronto.
Buenos Aires est située sur la rive sud-ouest de l'estuaire du Río de la Plata et le centre-ville se trouve à trente-trois kilomètres au sud-sud-est de l'embouchure du fleuve Paraná. La ville est bordée sur sa façade nord-est par le Río de la Plata (l’Uruguay se trouve au nord-est, sur l’autre rive du Río de la Plata, l'océan Atlantique prolongeant l'estuaire à l'est-sud-est), la Pampa à l’ouest et la province de Buenos Aires au sud. La ville est autonome. Elle possède le deuxième port le plus important de la côte orientale d'Amérique du Sud après celui de Santos (port de São Paulo au Brésil), et constitue le centre politique et économique de l'Argentine. C’est aussi un centre artistique de premier ordre pour la culture occidentale, avec de nombreux musées, théâtres, bibliothèques, librairies, galeries d'art et écoles de danse, notamment de tango, de milonga, de valse, de mazurka et de danse contemporaine.
Buenos Aires est la mégapole comptant le plus de théâtres et d'opéras au monde, devançant en ce point Paris, Berlin, New York ou encore Londres. C'est également la mégapole comptant le plus de librairies physiques par habitant au monde.
Le métro de Buenos Aires (appelé « subte », abréviation par apocope de subterráneo), inauguré en décembre 1913, est le plus vieux réseau de métro d'Amérique latine, du monde hispanophone et de l'hémisphère sud.
La plupart des rues de la ville se croisent à angle droit, respectant le large plan orthogonal hippodaméen typique de l'urbanisme colonial espagnol, que l'on retrouve dans de nombreuses autres villes du continent sud-américain. De nombreux immeubles de style haussmannien ou contemporain remplacent aujourd'hui les vieilles maisons traditionnelles à un étage de la période coloniale.

## Étymologie
« Nuestra Señora Santa María del Buen Ayre » signifie « Notre-Dame-Sainte-Marie-du-Bon-Vent » (Buenos Aires signifie en espagnol : Bons Vents). En fait, le nom donné par Juan de Garay était « Santísima Trinidad y Puerto de Nuestra Señora del Buen Ayre » (en français : Très Sainte Trinité et Port de Notre-Dame-du-Bon-Vent), et ce nom a progressivement évolué jusqu'à devenir aujourd'hui Buenos Aires.
Le nom Notre-Dame-du-Bon-Vent fait référence à la Vierge de Cagliari en Sardaigne (Italie), protectrice des navigateurs. Ce nom provient d'un temple païen situé sur les îles Baléares. Lorsque le christianisme devint la religion officielle de l'Empire romain, les temples païens ont été convertis ou détruits et, dans le cas de ce temple, une représentation de la Vierge de la Bonaria fut déposée. L'italien Bonaria fut traduit en buen aire.

## Histoire

### Fondation de la ville (XVIesiècle)
Le navigateur espagnol Juan Díaz de Solís fut le premier Européen à accéder au Río de la Plata en 1516, mais son expédition fut écourtée par une attaque d'Amérindiens, probablement d'une tribu charrúa ou guaraní, durant laquelle il périt.
Pedro de Mendoza, qui était à la recherche d'or, fonde une petite colonie le 2 février 1536 à l'embouchure du Rio de la Plata, qu'il baptise : « Nuestra Señora Santa Maria del Buen Ayre ». Les premières fondations de la ville se situaient dans l'actuel quartier de San Telmo, proche de l'actuel centre-ville, légèrement au sud. L'emplacement exact de celles-ci correspond à l'actuel parc Lezama. Une statue à la gloire de Mendoza y est d'ailleurs présente.

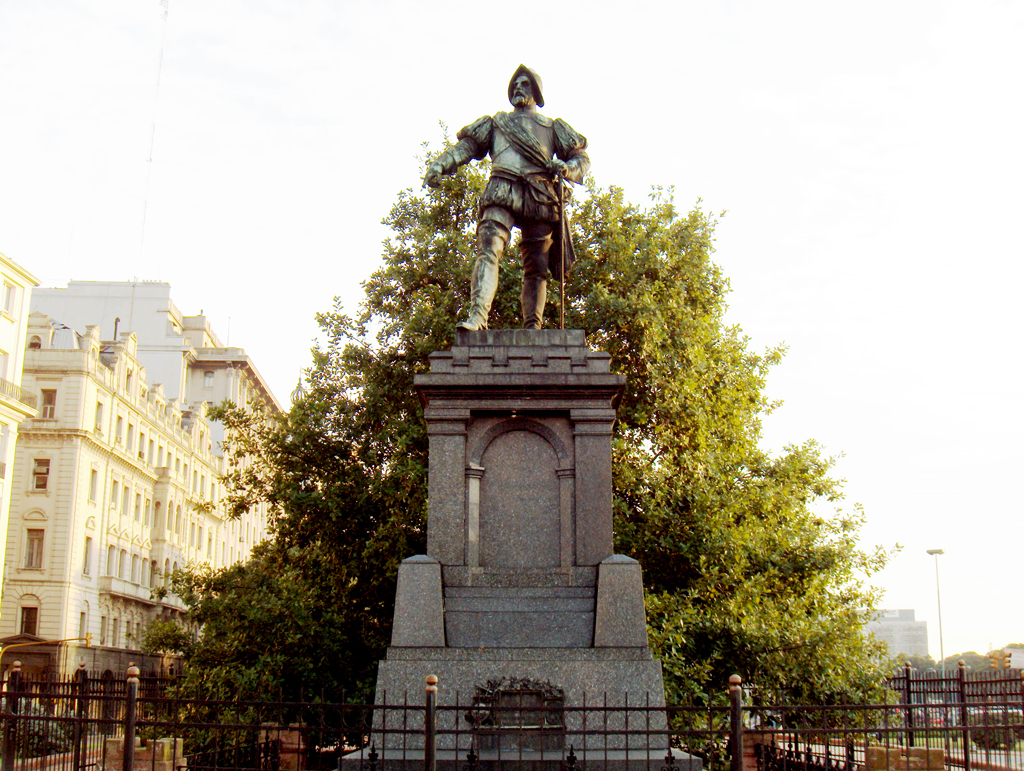
Monument à Juan de Garay, refondateur de Buenos Aires.

Cependant, la colonie est ravagée par les Indiens en 1541 ce qui oblige les colons espagnols à abandonner l'emplacement. Mais le 11 juin 1580, le colonisateur Juan de Garay fonde à nouveau la colonie avec le nom de la Santísima Trinidad y Puerto de Santa María del Buen Ayre (la Très Sainte Trinité et Port de Sainte-Marie-du-Bon-Vent), sur un site délimité par les actuelles rues de Mayo et Viamonte et par les rues Salta et Libertad.
L'objectif principal de cette fondation par Juan de Matienzo, en 1566, est le besoin d'ouvrir une porte sur l'océan Atlantique pour tout le territoire existant depuis Potosí jusqu'au sud du continent.
À ce moment, la ville est la capitale d'un gouvernement qui dépend de la vice-royauté du Pérou.

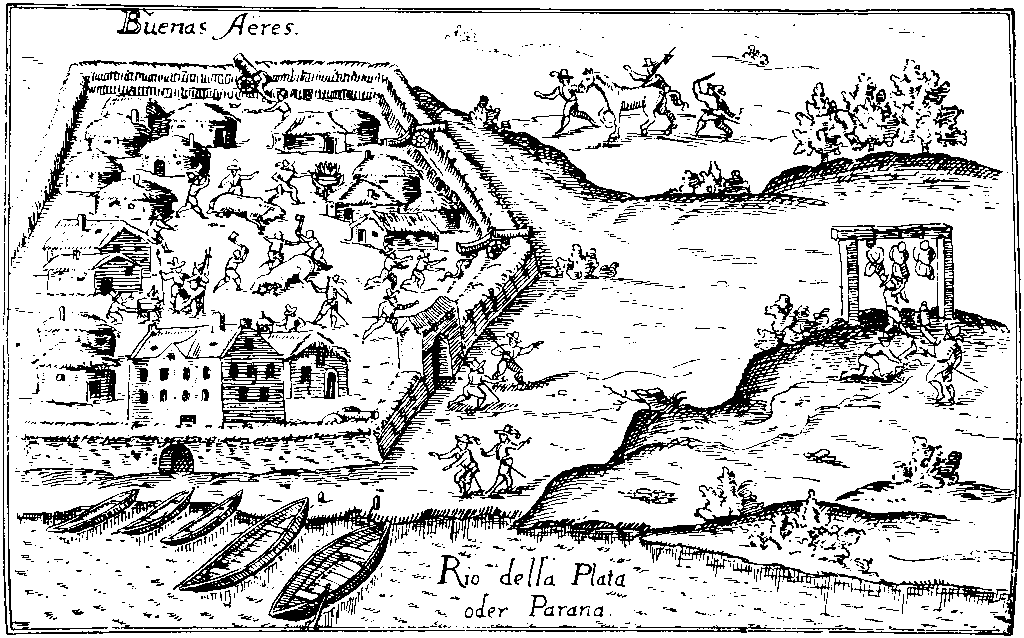
Buenos Aires quelques années après sa fondation en 1536.

Pendant des siècles, les Portègnes (habitants de la ville) souffrent de toutes sortes de besoins car Buenos Aires est alors la cité (européenne) la plus australe d'Amérique, loin de toute cité commerciale importante.
Rien n'existe qui permette de maintenir un style de vie européen sur place.
L'Espagne privilégie les ports de la côte Pacifique et marginalise Buenos Aires, qui accueille seulement deux bateaux par an (voire aucun certaines années).
Cela force les colons (seulement 500 en 1610) à vivre d'une contrebande avec principalement le Brésil.
Cette contrebande est financée par la seule et unique source de richesse du pays (et ce jusqu'au XVIIe siècle) : la vente de cuir obtenu par le massacre des troupeaux de bovins qui vivent encore à l'état sauvage dans les prairies alentour.

#### Galerie Ulrich Schmidl (1510c-1581c)

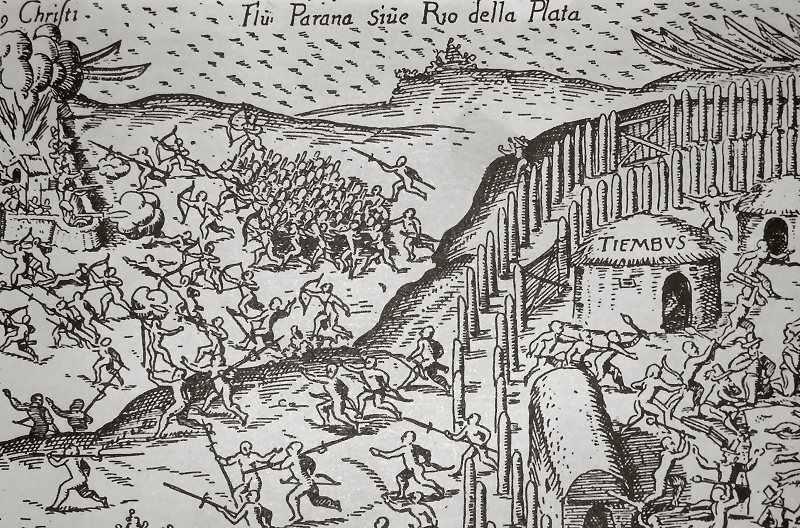
Destruction du fort Sancti Spiritu, 1529
1536
1536
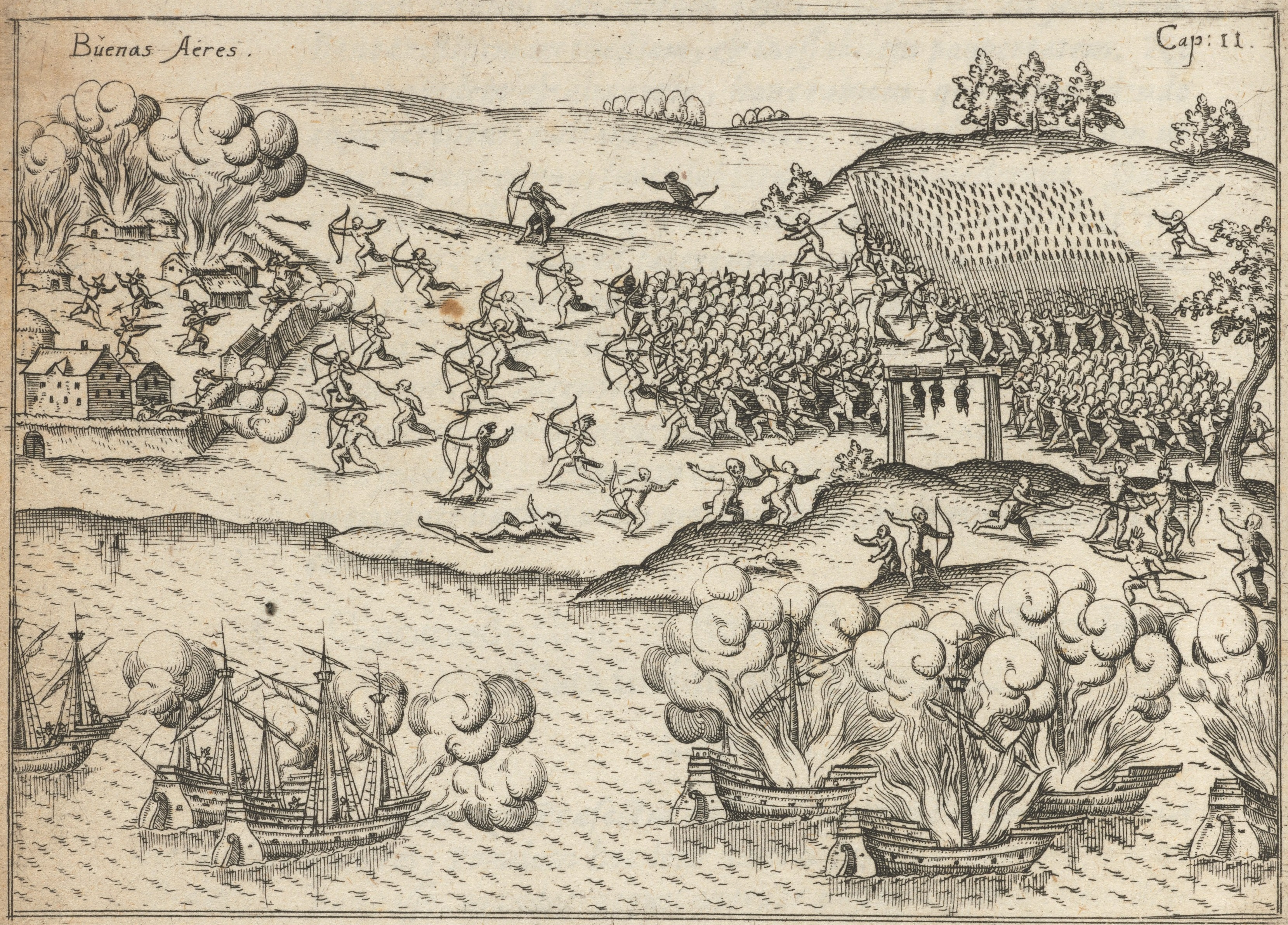
1541

### Luttes pour l'indépendance (XVIIe–XIXesiècles)

#### Dépendance de la ville à la vice-royauté du Pérou

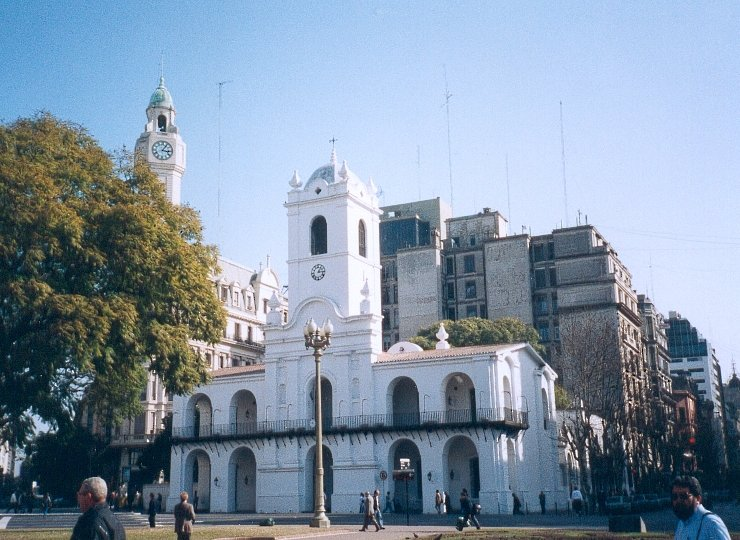
Cabildo, Plaza de Mayo (place de Mai), Buenos Aires.

Depuis sa fondation, l'essor de Buenos Aires ne put dépendre que du commerce. Cependant, l'administration espagnole des XVIIe et XVIIIe siècles insistait pour que tous les échanges commerciaux vers l'Europe transitent par Lima au Pérou, qui était alors la capitale de l'empire colonial espagnol en Amérique du Sud, car cela facilitait le prélèvement des taxes. Trouver les moyens d'éviter ces taxes fut l'une des principales motivations des premiers habitants de Buenos Aires.
En 1680 les Portugais, séparés depuis peu de l'Espagne, arrivèrent avec une expédition à Colonia del Sacramento (en Uruguay) sur la côte opposée du Río de la Plata afin de s'établir sur ce territoire. Le gouverneur de Buenos Aires, José de Garro, lança un ultimatum pour que les Portugais se retirent mais ces derniers refusèrent. Alors, José de Garro réunit les colons de la province et organisa une attaque avec l'aide des Indiens (peuple querandí) et les colons de Buenos Aires (10 000 habitants). Le résultat fut une écrasante victoire espagnole qui permit à Buenos Aires d'acquérir une certaine légitimité.
L'industrie du cuir va alors progresser nettement, reconnue localement jusqu'au milieu du XVIIIe siècle. Parallèlement et afin de comprendre le développement économique de la ville, on notera que contrairement à d'autres colonies espagnoles, à Buenos Aires, les personnes s'enrichissaient socialement par la fortune et la possession (de terres et de troupeaux principalement), et non par un titre ou un nom rappelant telle ou telle famille aristocratique d'Espagne.
Buenos Aires a été envahie par des troupes anglaises en 1806 et en 1807, mais les Portègnes les ont repoussés les deux fois l'emportant de haute lutte. Ces deux victoires ont donné aux habitants de la ville l'assurance qu'ils pouvaient aussi créer une nation indépendante de l'Espagne.

#### Création de la vice-royauté du Río de la Plata et croissance économique (1776)

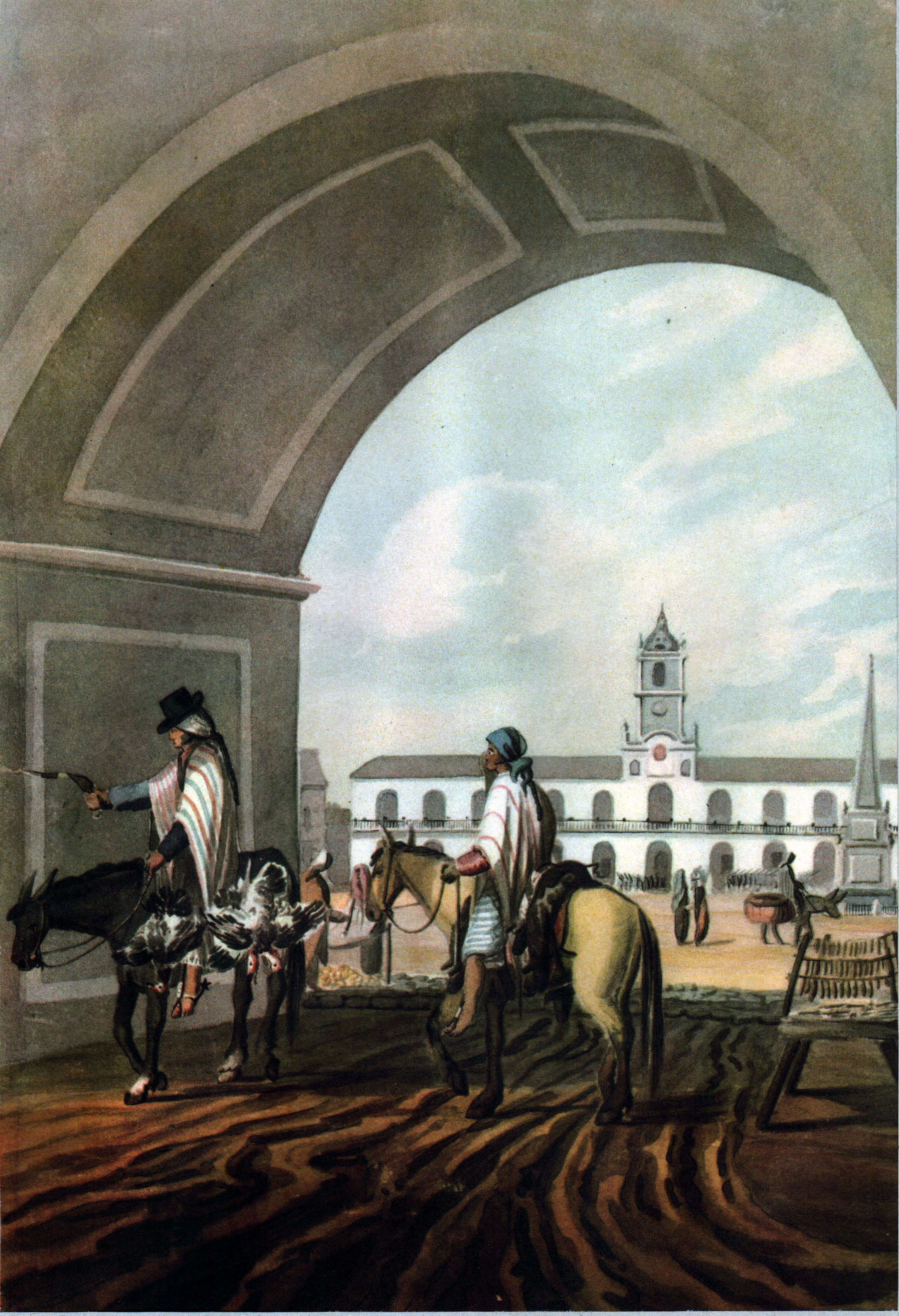
Le Cabildo en 1817, visible à travers l'arche de la Recova.

Conscient de l'instabilité grandissante dans la ville, Charles III d'Espagne a progressivement levé les restrictions commerciales jusqu'à créer en 1776 la vice-royauté du Río de la Plata dont Buenos Aires fut la capitale, la plaçant donc au même niveau que Lima d'un point de vue administratif. Son territoire s'étendait sur l'Argentine, la Bolivie, le Paraguay et l'Uruguay actuels.
Le commerce y est donc ouvert, libre, flexible et libéral, régi par un règlement de libre circulation des marchandises (Reglamento de Libre Comercio). La ville put donc introduire des marchandises de nombreuses régions et se connecter à d'autres ports sans demander aucune permission aux autorités royales de la couronne. De cette manière, la ville s'émancipa de la dépendance politique et économique de Lima. La ville vécut donc une croissance fulgurante entre 1780 et 1800, recevant à cette époque une très forte immigration d'espagnols, de français et d'italiens.
Malgré ces mesures qui favorisèrent la croissance économique et l'enrichissement de la ville, de nombreux Portènes aspiraient toujours à une indépendance totale vis-à-vis de l'Espagne, portés entre autres par les idéaux de la Révolution française.

### Buenos Aires et les invasions
De son établissement au XVIe siècle à 1807, la ville a souffert de nombreuses invasions comme en 1582 où un corsaire anglais tente de débarquer sur l'île Martin García mais il est repoussé. En 1587, l'Anglais Thomas Cavendish tente de s'approprier la ville mais sans succès. En 1658, une troisième tentative est lancée par le chevalier de Fontenay mais don Pedro de Baigorri Ruiz, alors gouverneur de Buenos Aires, défend le port avec succès. La quatrième tentative est celle du baron de Pointis en 1698, mais il est aussi repoussé. En 1699, la cinquième invasion est réalisée par une bande de pirates danois, rapidement dominée. Durant le gouvernement de Bruno Mauricio de Zabala, le Français Étienne Moreau débarque sur la côte orientale du Río de la Plata où des troupes espagnoles le chassent et le tuent.
En 1806 commença une période appelée « les invasions anglaises » ; invasions qui eurent pour origine les guerres napoléoniennes. À cette époque, la France rivale de l'Angleterre est l'alliée de l'Espagne. Depuis les débuts de la conquête du Nouveau Monde, l'Angleterre n'a cessé de s'intéresser aux richesses de la région. Le 27 juin 1806, le général anglais William Carr Beresford réussit à s'approprier la ville sans grande résistance car l'armée espagnole y est peu puissante et mal organisée.
Le général anglais fonde un gouvernement, qui sera rapidement déchu le 12 août 1806 par une armée venue de Montevideo commandée par le Français au service de la Couronne espagnole Jacques de Liniers, connu en Argentine sous le nom de Santiago de Liniers.
En 1807, une seconde expédition anglaise commandée par John Whitelocke réussit à prendre Montevideo et à s'y maintenir pendant quelques mois. Le 5 juillet 1807, Whitelocke tente de prendre Buenos Aires mais sous le commandement du Français Liniers ses habitants, très bien organisés en milices urbaines, vainquent encore une fois les troupes anglaises qui se retirent alors complètement de la colonie espagnole. Ces brillants faits d'armes vaudront à Liniers une très grande popularité et le fait d'être nommé vice-roi du Rio de La Plata, fait unique pour un étranger dans l'histoire de l'Espagne[réf. nécessaire].
Par ailleurs, l'arrivée du courant de pensée libéral au moment même où l'armée napoléonienne s'empara de l'Espagne créa le choc nécessaire à l'apparition de divers mouvements d'indépendance. Suspect par sa qualité de Français, Liniers se voit contraint de démissionner. Il se retire à Córdoba et il reçoit le titre de comte de Buenos Aires tandis qu'un nouveau vice-roi est nommé.
C'est le 25 mai 1810 que Buenos Aires acquit son indépendance, alors que l'Espagne est en pleine guerre (guerre d'Espagne de 1808-1813) : après une semaine de manifestations majoritairement pacifiques, les criollos (Espagnols nés en Amérique du Sud) parvinrent à chasser le vice-roi espagnol et installer un gouvernement provincial. Craignant que la popularité de Liniers, resté fidèle au roi d'Espagne, soit un obstacle à la suite de la révolution, ils le font arrêter et fusiller sans procès.
La révolution de Mai est célébrée de nos jours en Argentine, et le 25 mai est jour férié. Au terme des conflits qui ont secoué tout le pays et abouti à son unification, Buenos Aires fut aussi choisie comme siège du gouvernement national. L'indépendance ne fut toutefois déclarée formellement qu'en 1816.

#### Fédéralisme (XIXesiècle)

La Casa Rosada, le palais de la Présidence argentine.

Durant le XIXe siècle, la ville fut paralysée à deux reprises par des blocus maritimes. Ils furent organisés la première fois par les Français entre 1838 et 1840, et la seconde fois par une alliance franco-britannique entre 1845 et 1848. Cependant ces puissances étrangères ne sont pas parvenues à soumettre la ville ou à imposer leurs conditions.
Buenos Aires était historiquement le berceau des courants d'idées libérales en Argentine, tandis que les autres provinces du pays tenaient généralement des politiques sociales ou économiques plus conservatrices, avec une forte influence des valeurs catholiques. Un autre antagonisme vis-à-vis de la province tenait de la vision centraliste défendue à Buenos Aires quant à l'administration du pays, opposée à une vision fédéraliste défendue dans le reste du pays, et notamment incarnée par le gouverneur de la province Carlos Tejedor. En 1880, une série d'affrontements entre ces deux camps s'achève par la défaite de Buenos Aires et la fédéralisation de la ville et du pays, dont elle prend depuis lors le statut de capitale fédérale.
En 1882, le Congrès national crée le poste d'intendant ainsi que le Conseil de délibération de la ville. L'intendant n'est pas élu au suffrage universel, mais désigné par le président de la nation, avec le soutien du Sénat. Le premier intendant fut Torcuato de Alvear, désigné en 1883 par Julio Argentino Roca.

#### Essor industriel (XIXe–XXesiècles)

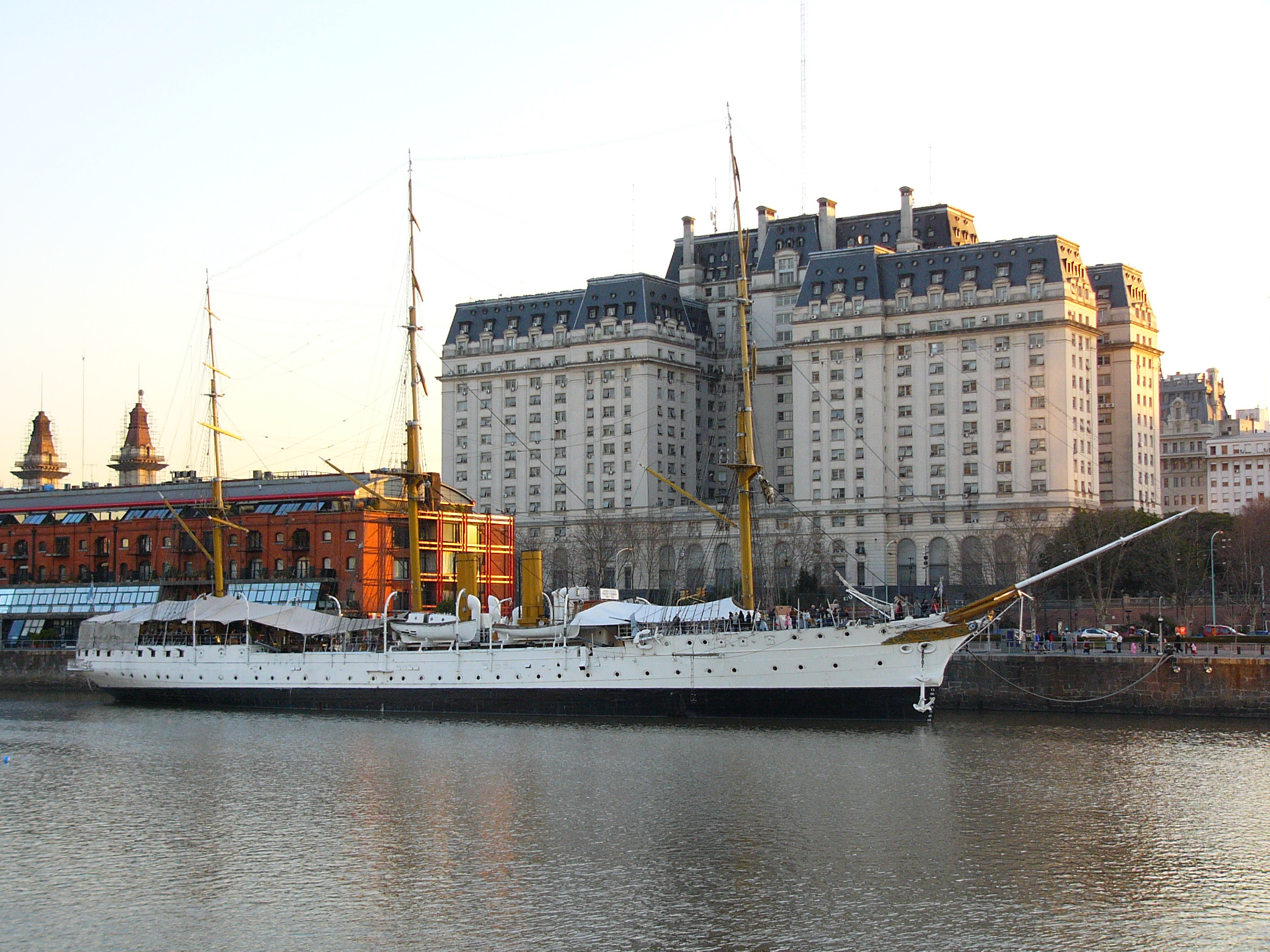
Puerto Madero.

À la fin du XIXe siècle, la construction de chemins de fer permet à Buenos Aires d'accroître sa puissance industrielle, les matières premières coulant à flots dans ses usines. La ville devient une grande métropole multiculturelle rivalisant avec les grandes capitales européennes. Ainsi, le théâtre Colón devient l'un des opéras les plus fréquentés au monde. C'est durant cette période que sont construites les larges avenues de la ville, ainsi qu'au début du XXe siècle les plus hauts gratte-ciel d'Amérique du Sud, et son premier métro en 1913.
Dans les années 1920, Buenos Aires fait partie des destinations préférées des émigrants européens ou venant des régions pauvres des pays voisins. Cette immigration entraîne l'apparition de bidonvilles ou de quartiers ouvriers très pauvres (villas miserias) autour des zones industrielles de la ville, ayant pour conséquence de graves problèmes sociaux.

#### Junte militaire et mouvements révolutionnaires (XXesiècle)
Au cours du XXe siècle, les militaires se sont immiscés fréquemment dans les affaires politiques de la ville et du pays, et ont organisé plusieurs coups d'État. Buenos Aires fut aussi le berceau du péronisme : c'est en effet sur la Plaza de Mayo que se déroula la démonstration de force de Juan Perón, le 17 octobre 1945. La Plaza de Mayo est devenue le site habituel de manifestations et de nombreux événements politiques.
Le 16 juin 1955, une tentative avortée de coup d’État, marquée par le bombardement aérien de la Casa Rosada et le mitraillage sanglant de la place de Mai, est le prélude du soulèvement militaire (réussi) emmené par Eduardo Lonardi trois mois plus tard, qui finit par forcer Perón à l'exil. Durant cette tentative de coup d'État et pour la première fois de son histoire, la ville aura été la cible d'attaques de l'aéronavale rebelle, qui se sont soldés par la mort de 348 citoyens.
Dans les années 1970, la ville fut le théâtre d'affrontements violents entre des mouvements révolutionnaires d'obédience marxiste-léniniste (Montoneros, ERP et FAR) et des groupes paramilitaires d'extrême droite (Alliance anticommuniste argentine (AAA)). En 1976, un coup d'État militaire ne fait qu'exacerber ces luttes. Cette guerre sale (guerra sucia en espagnol) a entraîné 30 000 disparitions dans le pays. Les marches silencieuses des mères de disparus (les mères de la place de Mai) resteront une image marquante d'une Argentine meurtrie. Dans la seule ESMA, centre clandestin de détention situé en plein Buenos Aires, 5 000 personnes sont détruites moralement ou physiquement au cours de longues séances de torture.

#### Retour à la démocratie (fin duXXesiècle)

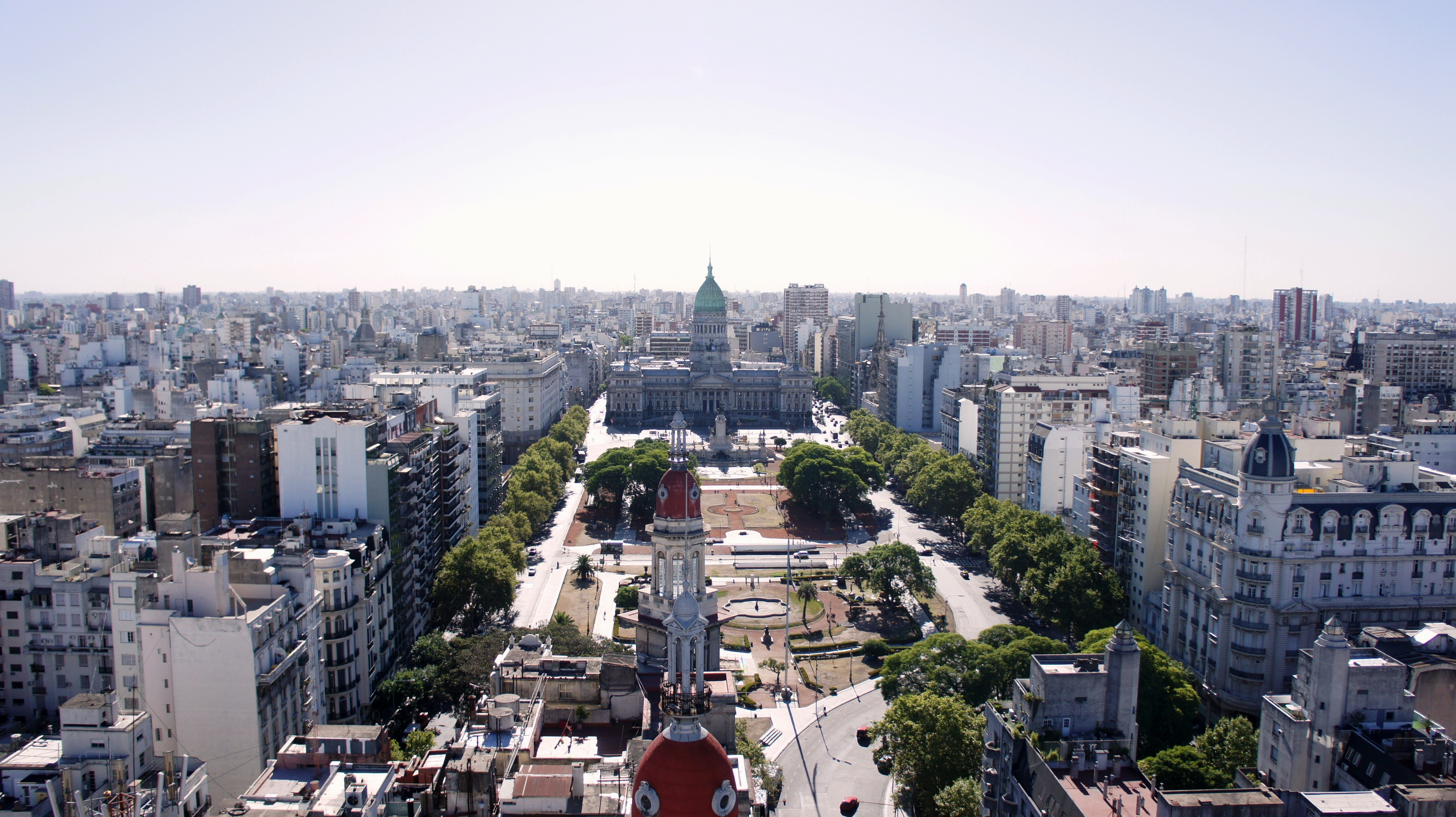
Plaza del Congreso.

La défaite de la guerre des Malouines fait perdre du prestige et de l'influence à la dictature militaire. Les généraux sont obligés d'organiser des élections libres. Elles ont lieu le 30 octobre 1983 dans tout le pays pour renouveler le président, le vice-président, les gouverneurs de provinces et représentants locaux, mettant ainsi un terme aux dictatures militaires.
À deux reprises, le pape Jean-Paul II visita la ville : en 1982 à la suite de la guerre des Malouines, et en 1987, où il fut accueilli par une foule d'une ampleur jamais vue auparavant dans la ville.
Le 17 mars 1992, une bombe explosa à l'ambassade d'Israël, faisant 29 morts et 242 blessés. Une autre explosion, le 18 juillet 1994, détruisit un bâtiment abritant plusieurs associations ou organisations juives (dont l'AMIA), faisant 85 morts et de nombreux blessés.
À la suite de la réforme de la Constitution argentine de 1994, la ville a pu se doter de sa propre constitution et d'un gouvernement autonome. Le 30 juin 1996 se déroulèrent les élections du chef du gouvernement de la ville, ainsi que des législateurs qui établiront la Constitution de la ville. Le candidat de l'UCR (parti de centre-gauche), Fernando de la Rúa, remporta les premières élections et devint donc le premier chef du gouvernement de la ville. Et après deux mois de délibération, le 1er octobre 1996, Buenos Aires vota sa propre Constitution.

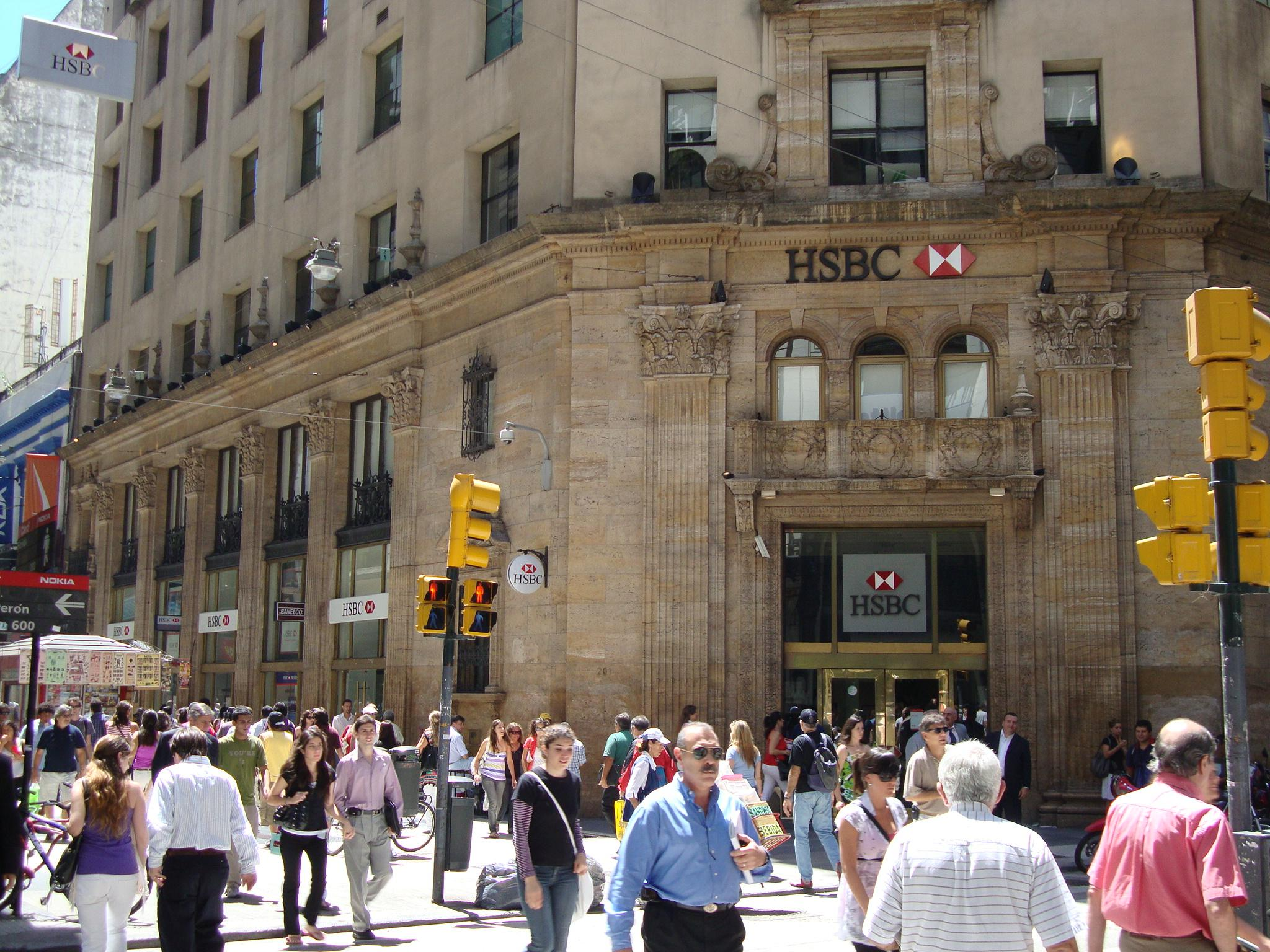
Calle Florida.

Entre 1998 et 2002, Buenos Aires comme toute l'Argentine subit une grave crise économique. La ville fut secouée par d'intenses manifestations, suivies en particulier par les classes populaires durement touchées par le chômage, puis par les classes moyennes dont le gouvernement avait limité l'accès aux comptes bancaires.
La crise atteignit son paroxysme en décembre 2001, alors que les pillages se multipliaient principalement en banlieue ; le 19 décembre, après que le président argentin Fernando de la Rúa eut décrété l'état de siège, son ministre de l’Économie Domingo Cavallo donna sa démission. Les 19 et 20 décembre, plusieurs dizaines de manifestants trouvent la mort, dont au moins cinq tués par la police aux abords de la Casa Rosada et du palais du Congrès.
Finalement le 20 au soir, Fernando de la Rúa donne à son tour sa démission, effective dès le lendemain, ce qui offre la présidence à l'opposition péroniste. Ceci eut pour effet d'apaiser certaines tensions mais la crise économique persista jusqu'au début 2003, la santé de l'économie restant précaire. Pendant la crise, le quartier financier de Buenos Aires fut littéralement « bunkerisé », et les murs des banques sont encore aujourd'hui couverts de nombreux graffitis.

## Géographie

### Site
Buenos Aires est située à 208 km à l'ouest de Montevideo et à 1 038 km au sud d'Asuncion. À l' intérieur des frontières, la capitale est située à 56 km au nord-ouest de La Plata, à 643 km au sud-est de Córdoba, à 979 km à l'est-sud-est de Mendoza et à 2 373 km au nord-nord-est d'Ushuaïa.
Les limites de la ville de Buenos Aires sont définies par le Río de la Plata, le Riachuelo et l'avenue General Paz qui sépare la ville de la province de Buenos Aires.
La quasi-totalité de la ville s'est construite sur la pampa, à l'exception de quelques zones telles que la réserve écologique de Buenos Aires, le complexe sportif du Club Atletico Boca Juniors ou encore de Puerto Madero, qui se sont développées sur des espaces artificiellement aménagés de la côte du Río de la Plata.
La région était initialement parcourue par divers ruisseaux et lagunes, lesquels furent comblés, asséchés ou canalisés. Ce fut notamment le cas en 1908, par suite de dégâts causés aux infrastructures de la ville par la montée des eaux. Les canaux étaient alors à ciel ouvert, traversés par divers ponts pour garantir la circulation. En 1919 il fut décidé d'enterrer les canaux, et les travaux commencèrent en 1927 pour s'achever entre 1938 pour certains canaux, jusqu'en 1954 pour le Maldonado. Parmi les principaux canaux figurent los Terceros (du sud, du centre et du nord), Maldonado, Vega, Medrano, Cildañez et White.

### Climat
Le climat de Buenos Aires est tempéré, du type subtropical humide, la moyenne annuelle des températures étant de 17,6 °C. Le pays étant situé dans l'hémisphère Sud, les saisons en Argentine sont inversées par rapport à l'hémisphère Nord. L'été austral à Buenos Aires est chaud et ensoleillé malgré de possibles orages et les températures sont comprises entre 19 °C et 30 °C. L'hiver austral est doux et humide avec des températures comprises entre 7 °C et 16 °C.
| Mois                                  | jan.      | fév.      | mars      | avril     | mai       | juin      | jui.      | août      | sep.      | oct.      | nov.      | déc.      | année     |
| ------------------------------------- | --------- | --------- | --------- | --------- | --------- | --------- | --------- | --------- | --------- | --------- | --------- | --------- | --------- |
| Température minimale moyenne (°C)     | 19,6      | 18,9      | 16,9      | 13,3      | 10,4      | 7,7       | 7,6       | 8,3       | 10        | 12,7      | 15,4      | 18,1      | 13,2      |
| Température moyenne (°C)              | 24,5      | 23,4      | 21,3      | 17,6      | 14,4      | 11,2      | 11        | 12,3      | 14,4      | 17,2      | 20,3      | 23        | 17,6      |
| Température maximale moyenne (°C)     | 29,9      | 28,6      | 26,3      | 22,8      | 19,3      | 15,7      | 15,4      | 17,1      | 19,3      | 22,1      | 25,2      | 28,2      | 22,4      |
| Record de froid (°C) date du record   | 5,9 1924  | 4,2 1910  | 2,8 1964  | −2,3 1922 | −4 1907   | −5,3 1967 | −5,4 1918 | −4 1948   | −2,4 1925 | −2 1911   | 1,6 1914  | 3,7 1923  | −5,4 1918 |
| Record de chaleur (°C) date du record | 43,3 1957 | 38,7 1944 | 37,9 1952 | 36 1906   | 31,6 1958 | 28,5 1951 | 30,2 1979 | 34,4 2009 | 34 1944   | 34,5 2009 | 36,8 1955 | 40,5 1995 | 43,3 1957 |
| Ensoleillement (h)                    | 251,1     | 238       | 226,3     | 192       | 161,2     | 123       | 133,3     | 170,5     | 189       | 217       | 231       | 241,8     | 2 374,2   |
| Précipitations (mm)                   | 119       | 117,6     | 134,1     | 97        | 73,6      | 62,6      | 66,3      | 69,8      | 73,3      | 119       | 108,6     | 105       | 1 145,9   |
| Nombre de jours avec précipitations   | 9         | 9         | 9         | 9         | 8         | 6         | 7         | 8         | 7         | 10        | 10        | 9         | 101       |
| Humidité relative (%)                 | 64        | 68        | 72        | 76        | 77        | 79        | 79        | 74        | 70        | 69        | 66        | 63        | 71        |

#### Saisons

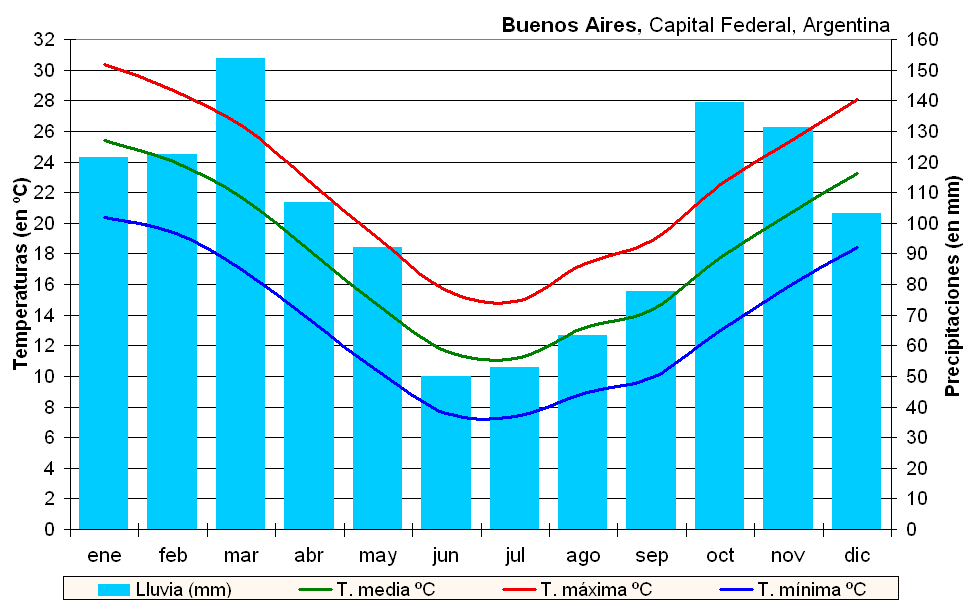
Climat de Buenos Aires.

L'hiver s'étend de la fin mai au début du mois de septembre et est doux, avec une température moyenne de 11 °C. Le mois de juillet étant le plus froid (9,6 °C en moyenne) avec des températures qui descendent en dessous de 0 °C. Le centre-ville constitue un îlot de chaleur dû à l'urbanisation et à la proximité du Rio de La Plata : à l'aéroport international, le mercure chute en dessous de 0 °C en moyenne 16 nuits par an, avec un minimum annuel moyen de −3,9 °C alors qu'au centre-ville cela ne se produit que 2 fois par an, avec un minimum annuel de −0,8 °C. La température la plus basse jamais enregistrée dans le centre de Buenos Aires fut de −5,4 °C le 9 juillet 1918, avec −7,8 °C à l'aéroport en 1967. Les précipitations sont souvent faibles mais parfois persistantes (bruine et pluie), et l'humidité et le vent donnent une température ressentie assez froide : le trimestre hivernal (juin-juillet-août) compte en moyenne 184 mm de précipitation, avec 21 journées de pluie (23 %), 29 journées avec un ciel complètement couvert (25 %) et 26 journées complètement ensoleillées (28 %).
Le printemps s'étend de septembre à décembre avec des températures qui augmentent de 14,6 °C en septembre à 20,7 °C en novembre. Cette saison est encore très variable, par exemple le minimum absolu du mois de novembre est de 1,6 °C (avec du gel en banlieue) mais le maximum absolu de septembre est de 35,7 °C. Les précipitations du trimestre sont abondantes et atteignent 317 mm sur 28 jours de pluie (14 jours d'orage).
L'été s'étend de décembre à février, et atteint son sommet en janvier, avec un maximum moyen de 30,1 °C et un minimum moyen de 20,1 °C (moyenne de 24,9 °C). La chaleur peut être étouffante en raison de la forte humidité. La ville a connu le 29 janvier 1957 un record de chaleur absolu avec une température de 43,3 °C. Il y a, cependant, des irruptions d'air plus frais en provenance du Sud qui font descendre temporairement les températures : ainsi, le minimum absolu du mois de janvier est de 5,9 °C (3,7 °C en décembre). Les orages sont fréquents (18 jours dans le trimestre) avec un total de précipitations de 385 mm.
L'automne commence en mars et se termine en mai. La température descend de 21,9 °C à 14,5 °C dans cette période, avec des vagues de froid possibles vers la fin de la saison (minimum absolu de −4,0 °C en mai au centre-ville). On peut, cependant, dépasser occasionnellement les 30 °C même au mois de mai. Le climat est généralement agréable, et les précipitations du trimestre atteignent 351 mm.

#### Précipitations et vents
La moyenne annuelle des précipitations est entre 1 146 mm et 1 237 mm selon les secteurs ce qui en fait un climat humide.
Buenos Aires est soumise à deux types de vents : le pampero et la sudestada. Le premier est un vent du Sud-Ouest, qui débute généralement par une tempête éphémère, suivie de l'arrivée d'air sec et froid. Il peut survenir à toute période de l'année, étant généralement apprécié l'été pour l'air frais qu'il apporte. La sudestada, moins fréquente que le précédent, survient principalement en automne et au printemps. Il s'agit d'un vent puissant, venant du Sud-Est, froid et très humide, qui généralement dure plusieurs jours et est accompagné de précipitations faibles et continues. Lorsqu'il dure, le vent peut provoquer la montée des eaux du Río de la Plata, produisant des inondations.

#### Extrêmes
Les vagues de chaleur (canicules) sont déclarées lorsque, pendant trois journées consécutives, les températures atteignent le rang centil 90 des maximums et minimums d'été (les seuils étant 32,3 °C et 22,0 °C). Elles se produisent en moyenne 1 ou 2 fois par an (maximum de 4 fois), généralement en janvier, mais sont possibles entre novembre (rarement) et mars. La vague de chaleur la plus étendue s'est produite en 2013 avec neuf jours dépassant les seuils de canicule.
Il y a vague de froid lorsque le maximum et le minimum sont inférieurs au 10e rang centil du semestre frais, pendant trois journées consécutives : dans le cas de Buenos Aires, ces seuils sont à 3,8 °C et 12,6 °C. Il y avait, en général, 2 à 4 (parfois 5) vagues de froid par an dans la 1re moitié du XXe siècle, mais elles se présentent entre 1 et 2 fois (rarement 3) au XXIe siècle. La vague de froid la plus étendue a duré 13 jours en 1942 mais la plupart des fois elles durent de trois à cinq jours.
Des chutes de neige se produisent occasionnellement aux alentours de la ville, mais sont extrêmement rares à Buenos Aires proprement dit. Depuis le début des observations météorologiques en 1906 à l'observatoire central, des accumulations de neige ne furent observée que trois fois : le 9 juillet 2007, le 22 juin 1918 et en juillet 1928. Cela est dû au fait que le centre-ville a des températures plus élevées que les zones environnantes en raison de l'effet de l'îlot de chaleur urbain,. Le réchauffement continu de la température durant l'ensemble du XXe siècle et qui se poursuit aujourd'hui, dû au réchauffement climatique, ainsi qu'à l'élargissement et l'accroissement des activités urbaines à Buenos Aires, éloigne d'autant plus la perspective de nouvelles chutes de neige.

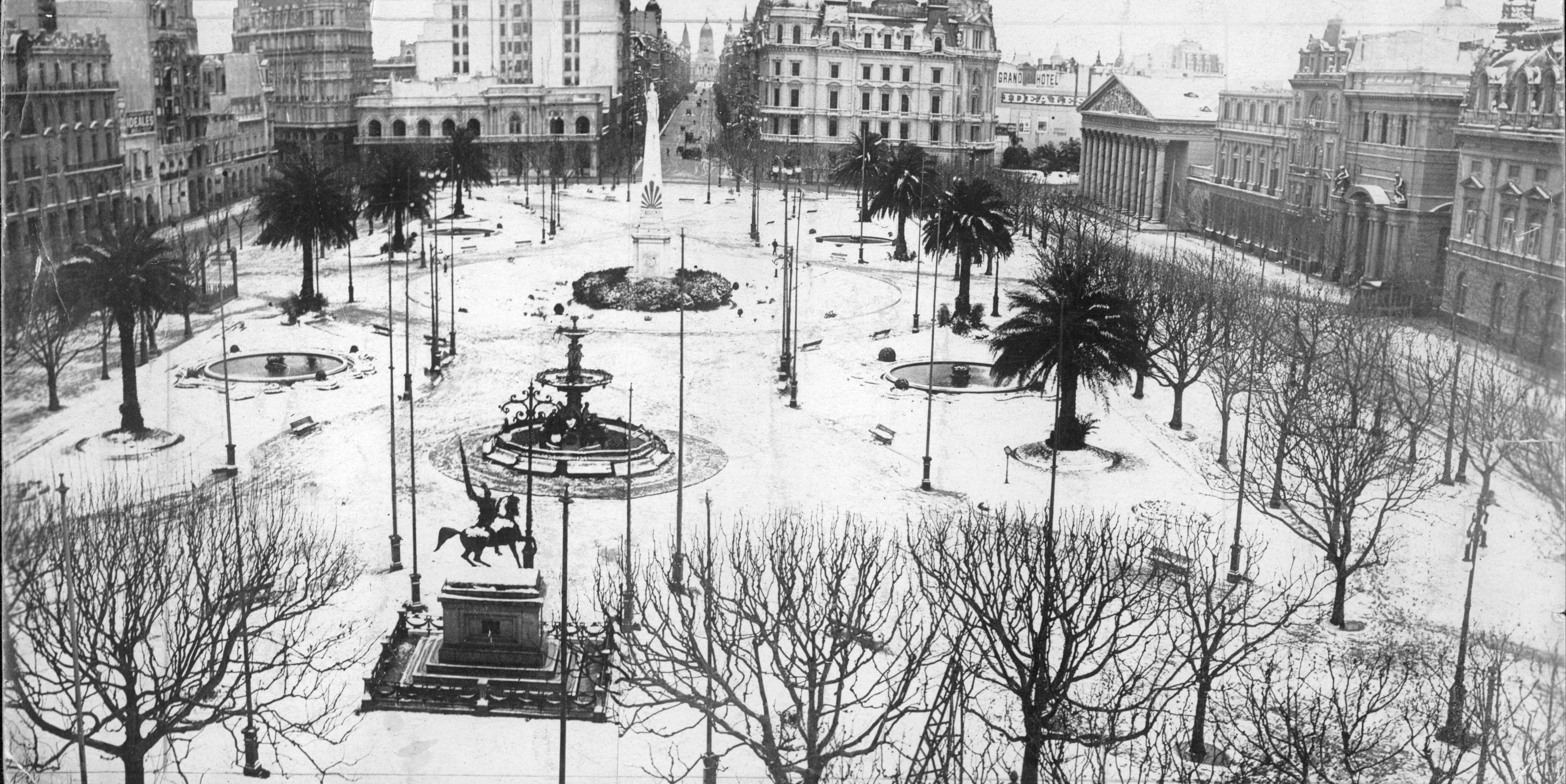
Neige sur la place de Mai en 1918.
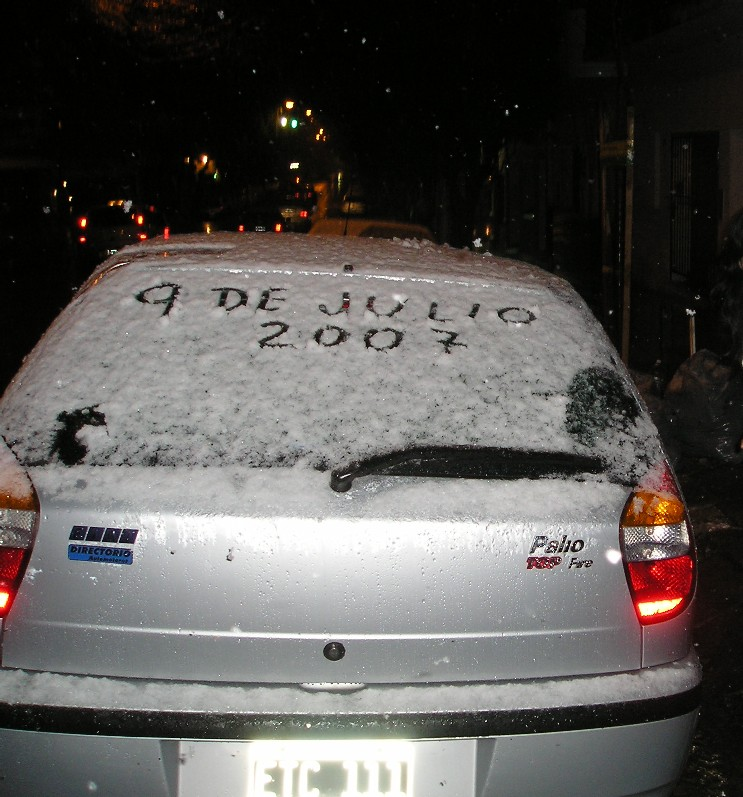
Neige à Buenos Aires en 2007.

## Administration

Logo de Buenos Aires.

Buenos Aires dispose de son propre gouvernement, comme tous les districts fédéraux d'Argentine. Le pouvoir exécutif de la ville est composé du chef du gouvernement, élu par les habitants de la ville pour un mandat de quatre ans. « Chef de gouvernement » est le titre officiel correspondant au maire.
Le maire est Jorge Macri depuis le 7 décembre 2023. Il peut être remplacé par le vice-chef du gouvernement en cas d'indisponibilité, ce dernier assurant également les fonctions de président de la législature de la ville de Buenos Aires. En mars 2006, le chef du gouvernement Aníbal Ibarra est destitué à la suite du scandale de la discothèque República Cromañón, qui avait pris feu le 30 décembre 2004 en tuant 194 personnes et en blessant 714 autres. Jorge Telerman, alors vice-chef du gouvernement, lui succéda.

Découpage administratif de Buenos Aires.

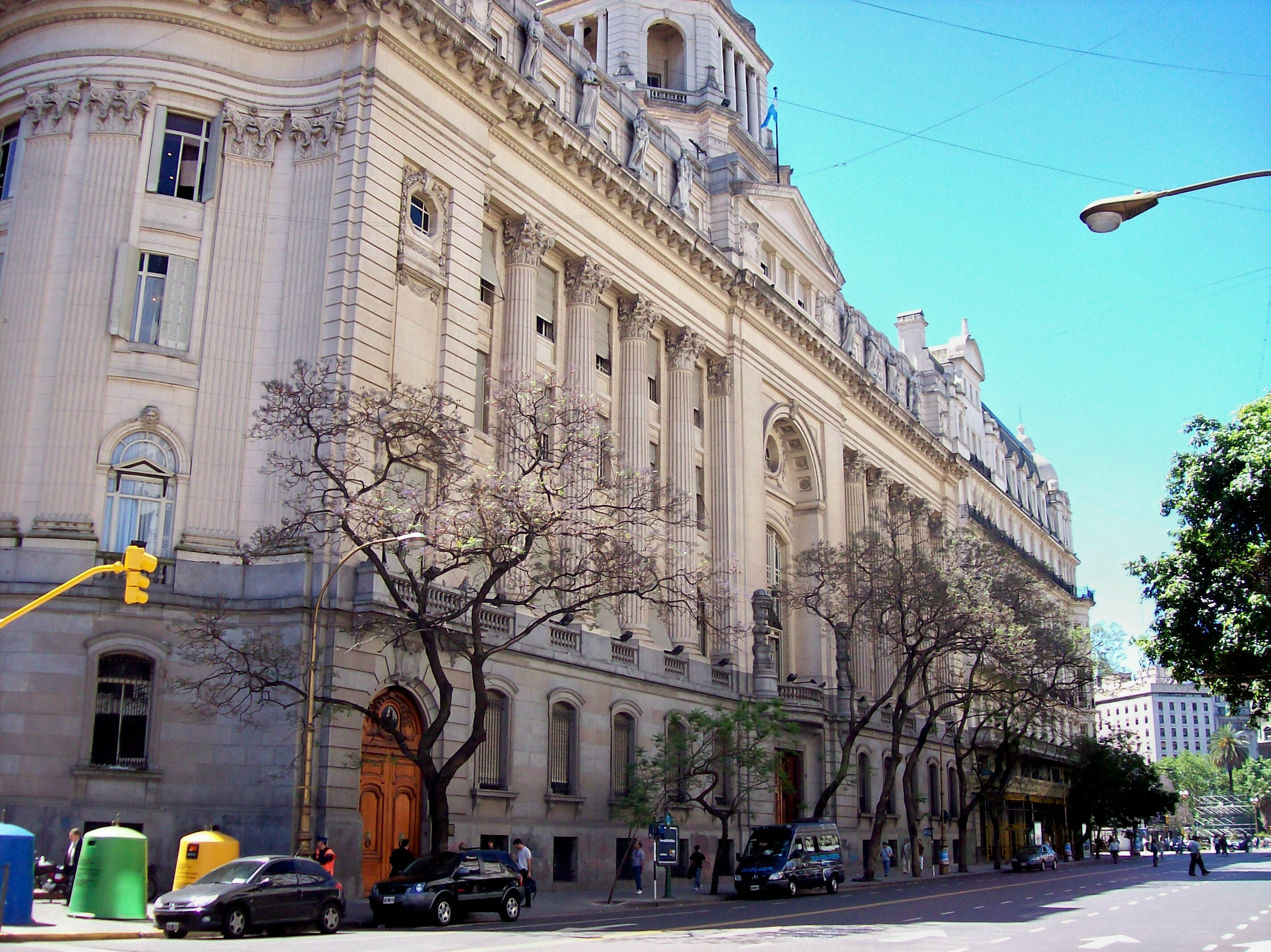
La législature de la ville de Buenos Aires.

Le second tour de l'élection du 24 juin 2007 a vu la victoire de celui qui était à l'époque homme d’affaires, mais aussi président du club de football Boca Juniors et député de droite depuis 2005, Mauricio Macri. Il est devenu le premier chef de gouvernement de la ville autonome de Buenos Aires à être originaire d'un courant politique de droite. En 2003, il avait échoué face à Anibal Ibarra.
Le pouvoir législatif est représenté par la Législature, qui se compose de soixante édiles. Ceux-ci sont élus pour quatre ans et la Législature est renouvelée par moitié tous les deux ans via des élections directes non cumulatives selon la méthode D'Hondt.
En vertu de la loi dite Cafiero, la juridiction propre à la ville se limite aux domaines des contentieux de voisinage, des contraventions, des contentieux administratifs et de la fiscalité locale. Le pouvoir judiciaire est formé de la Cour supérieure de justice, du Conseil de la magistrature, du Ministère public et des différents tribunaux de la ville.
D'un point de vue judiciaire, l'autonomie administrative de Buenos Aires est inférieure à celle des autres provinces qui composent la République argentine. Sur le plan du droit commun la ville reste régie par la juridiction nationale, et le contrôle de la Police fédérale d'Argentine sur le territoire de la ville appartient au pouvoir exécutif national. En revanche, depuis février 2010, la ville dispose d'une force de police autonome, la Police métropolitaine de Buenos Aires.

### Chefs du gouvernement
| Période          | Période          | Identité                  | Étiquette | Qualité |
| ---------------- | ---------------- | ------------------------- | --------- | ------- |
| 7 août 1996      | 10 décembre 1999 | Fernando de la Rúa        | UCR       |         |
| 10 décembre 1999 | 7 août 2000      | Enrique Olivera           |           |         |
| 7 août 2000      | 7 mars 2006      | Aníbal Ibarra             |           |         |
| 7 mars 2006      | 10 décembre 2007 | Jorge Telerman            | PJ        |         |
| 10 décembre 2007 | 10 décembre 2015 | Mauricio Macri            | PRO       |         |
| 10 décembre 2015 | 7 décembre 2023  | Horacio Rodríguez Larreta | PRO       |         |
| 7 décembre 2023  | En cours         | Jorge Macri               | PRO       |         |

### Quartiers
48 quartiers, dits barrios, composent la ville. Parmi les plus connus, citons les quartiers portuaires de La Boca et Puerto Madero, les quartiers touristiques et animés de San Telmo et Monserrat. Les quartiers nord et nord-ouest sont devenus le centre de la richesse, avec des commerces élégants, des écoles exclusives et plusieurs quartiers résidentiels de classe supérieure tels que Recoleta, Palermo, Belgrano, Núñez, ainsi que Puerto Madero, situé à l'est de la ville et Caballito situé dans le centre. Barracas  est le seul quartier du sud dans lesquels une population de classe moyenne et supérieure émerge grâce au boom immobilier de la région. À l'exception de ce dernier, la zone sud est celle qui a les indicateurs socio-économiques les plus bas de la ville.

La ville comprend également des résidences fermées, chacune peuplées de dizaines de milliers d’habitants. Il s'agit de zones d’habitations exclusives, sous sécurité et destinées à l’élite économique du pays. Elles abritent des écoles, un centre médical, des lieux de culte, un centre sportif et des zones de loisirs réservées à leurs habitants.

## Démographie
Au recensement national effectué en novembre 2001 par l'INDEC, la ville compte 2 995 805 habitants, dont 54,3 % de femmes. La densité de population y est de 14 762,0 habitants/km2. En juin 2006, une estimation donne 3 025 772 habitants pour la ville. 40 % des Porteños ne seraient nés ni dans la ville de Buenos Aires ni dans le Grand Buenos Aires, mais proviendraient de l'immigration, soit d'autres provinces argentines, soit de l'étranger. Ce pourcentage important est imputé à la faible natalité des couches de classe moyenne des Porteños natifs ainsi qu'à la forte émigration vers l'étranger dans certaines classes de population auxquelles se seraient substituées des classes plus pauvres venant d'autres provinces argentines, durant la crise de 2001 et ses suites. Le recensement de 2001 dénombre 316 739 Porteños nés à l'étranger.
Depuis 1779, l'évolution démographique de Buenos Aires a été :
| 1779   | 1810   | 1869    | 1895    | 1914      |
| ------ | ------ | ------- | ------- | --------- |
| 24 205 | 44 800 | 177 797 | 663 854 | 1 575 814 |

| 1947      | 1960      | 1970      | 1980      | 1991      |
| --------- | --------- | --------- | --------- | --------- |
| 2 981 043 | 2 966 634 | 2 972 453 | 2 922 829 | 2 965 403 |

| 2001      | 2010      | 2022      | - | - |
| --------- | --------- | --------- | - | - |
| 2 776 138 | 2 890 151 | 3 120 612 | - | - |

| Histogramme de l'évolution démographique de Buenos Aires |           |
| \| 1779 \| 24 205 \| \| 1810 \| 44 800 \| \| 1869 \| 177 797 \| \| 1895 \| 663 854 \| \| 1914 \| 1 575 814 \| \| 1947 \| 2 981 043 \| \| 1960 \| 2 966 634 \| \| 1970 \| 2 972 453 \| \| 1980 \| 2 922 829 \| \| 1991 \| 2 965 403 \| \| 2001 \| 2 776 138 \| \| 2010 \| 2 890 151 \| \| 2022 \| 3 120 612 \| |           |
| 1779 | 24 205    |
| 1810 | 44 800    |
| 1869 | 177 797   |
| 1895 | 663 854   |
| 1914 | 1 575 814 |
| 1947 | 2 981 043 |
| 1960 | 2 966 634 |
| 1970 | 2 972 453 |
| 1980 | 2 922 829 |
| 1991 | 2 965 403 |
| 2001 | 2 776 138 |
| 2010 | 2 890 151 |
| 2022 | 3 120 612 |

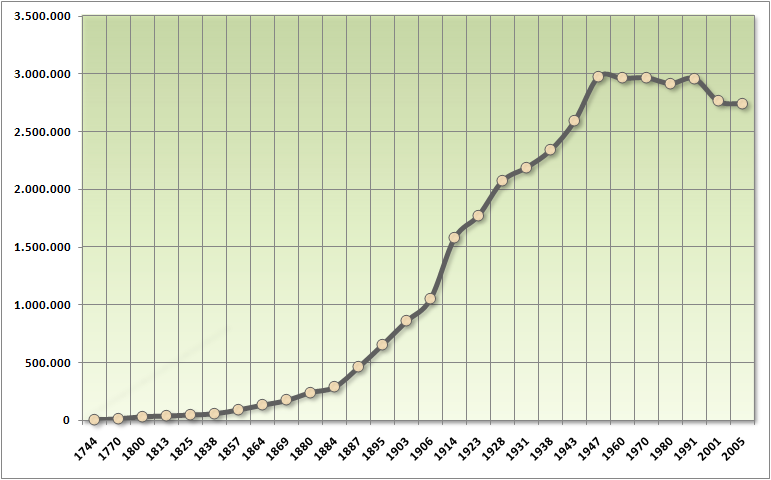
Évolution démographique de la ville de Buenos Aires.

Le taux de criminalité dans la ville est de 6 925,34 délits annuels pour 100 000 habitants. Près des trois quarts de ces délits sont des crimes contre les propriétés. En 2009, le taux d'homicide fut de 5,81 pour 100 000 habitants.
L’espérance de vie des habitants des quartiers les plus pauvres est inférieure de 20 ans à celle des habitants des quartiers les plus riches. Les hôpitaux de banlieue sont généralement débordés et sous-équipés.

## Logement
Dans les années 2010 et 2020, Buenos Aires traverse une grave crise du logement liée à la crise économique et à la volatilité extrême du peso argentin. Face à l'inflation et à la hausse de la pauvreté de nombreux foyers ne sont plus en mesure de payer leurs loyers. Dans le même temps beaucoup de propriétaires ne mettent plus leurs biens en location ou exigent des paiements en dollars, un facteur aggravant les inégalités, seuls les Argentins appartenant aux classes sociales favorisées pouvant payer en monnaie américaine. Ainsi, selon le Centre de recherche pour le développement économique, social et urbain, 200 000 biens sont vides en 2023 à Buenos Aires, soit une hausse de 45 % en cinq ans. En conséquence de nombreuses personnes, y compris des familles, sont contraintes de rejoindre les bidonvilles ou se retrouvent à la rue. Le nombre total de personnes sans domicile dans la capitale argentine a ainsi augmenté de 34 % en seulement une année, entre 2022 et 2023.

## Économie

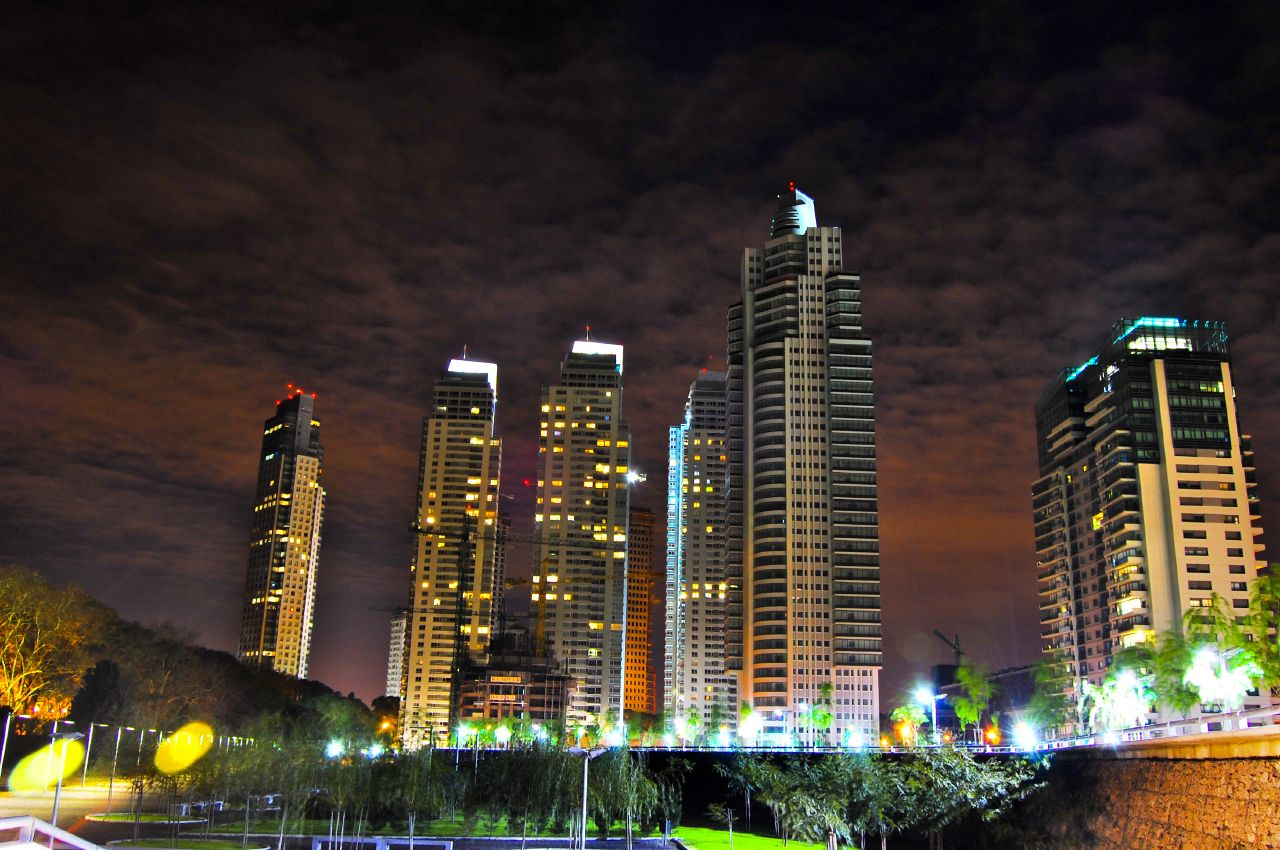
Vue nocturne de Puerto Madero, un nouveau district financier développé dans les années 2000 sur une friche industrielle de l'ancien port. Buenos Aires est le centre financier d'Argentine.

Buenos Aires est le cœur financier, industriel, commercial et culturel de l'Argentine. Son port est l'un des plus actifs au monde : étant à l'embouchure du Río de la Plata sur l'océan Atlantique, les voies fluviales navigables connectent la ville au nord-est argentin, au Brésil, à l'Uruguay et au Paraguay. À l'ouest de Buenos Aires se trouve la Pampa Húmeda, la région agricole la plus productive du pays.
En 2012, le PIB du Grand Buenos Aires était estimé à 348,4 milliards de dollars US soit 26 129 dollars US annuels par habitant, alors que la moyenne nationale est de 18 709 dollars US (Global MetroMonitor (2012)) et place la ville au premier rang d'Amérique latine quant au revenu par habitant, en parité de pouvoir d'achat.
Le principal secteur économique de la ville est le secteur tertiaire, qui représente 74 % de son PIB, alors que dans l'Argentine entière il représente 54 %. Les activités les plus importantes sont les services immobiliers, commerciaux et de location, qui génèrent 31 799 millions de pesos. En deuxième place viennent les services financiers, qui génèrent 14 758 millions de pesos. Buenos Aires génère à elle seule 67 % de la valeur ajoutée dans les activités financières au niveau national, concentrant 53 % des dépôts et 68 % des prêts.

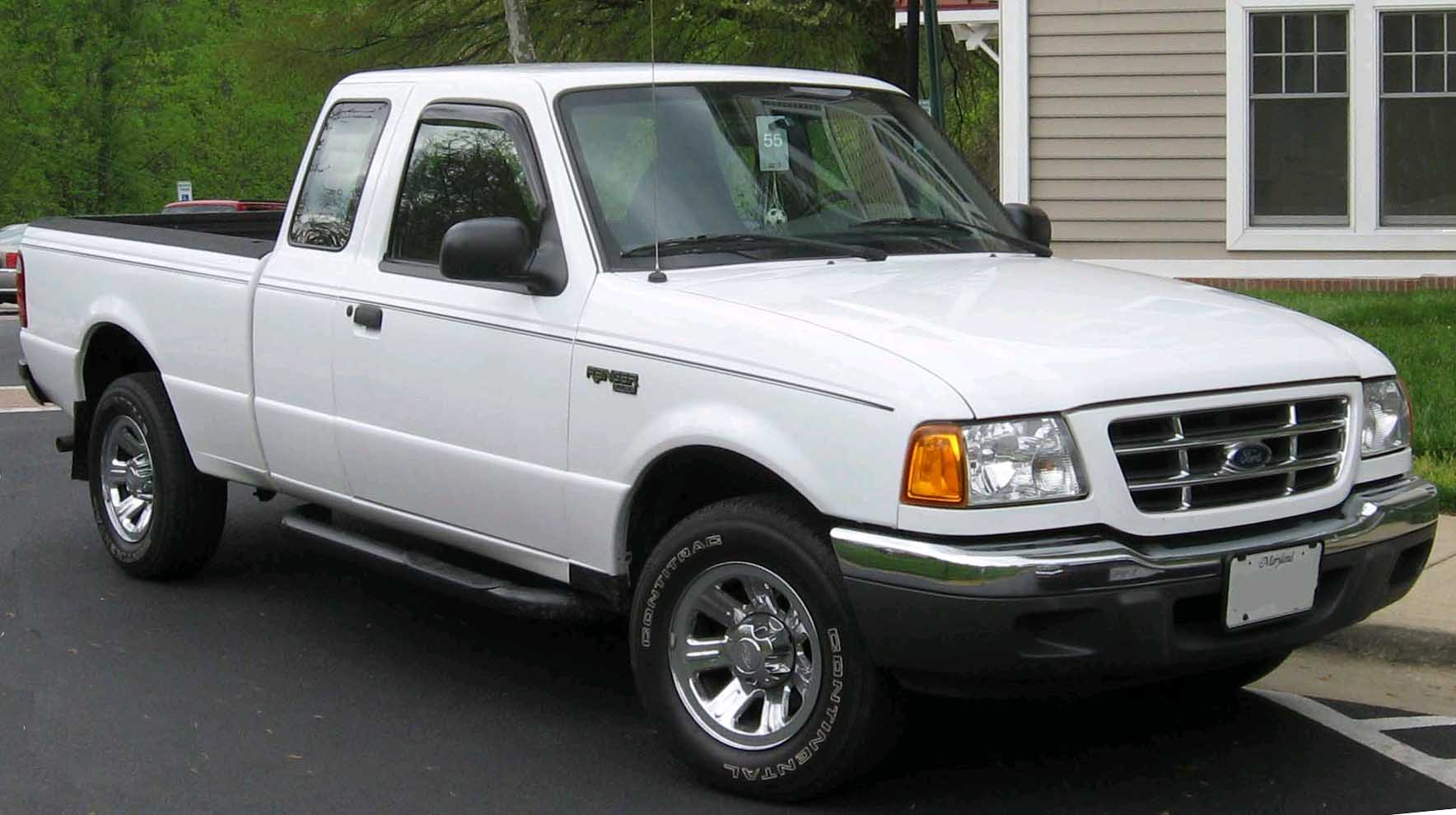
Le Ford Ranger, produit à Buenos Aires, dans une usine ouverte en 1961 et employant 2123 personnes.

Les industries représentent 17 % du PIB, générant 26 454 millions de pesos. Le développement de la production semble avoir particulièrement profité de l'abandon de la parité peso/dollar, avec une croissance de 65 % entre 2001 et 2006 contre 19 % pour les services, notamment grâce à la hausse des exportations. Le PIB a augmenté de 11,4 % en 2006, les secteurs connaissant les plus fortes hausses étant la construction (34 %), les activités financières (25 %) et les transports et les communications (13 %). Les services financiers, quant à eux, après avoir accusé une chute de près de 44 % entre 2001 et 2004, ont augmenté à un niveau record. L'industrie automobile est très présente, avec les usines des groupes français PSA et américains Ford, et celles de Volkswagen AG et Fiat à General Pacheco dans la banlieue de la capitale.
Ces dernières années Buenos Aires s'affirme également comme un pôle touristique, les touristes étrangers étant attirés par la baisse du coût de la vie depuis la crise de 2001. Entre 2002 et 2004, le nombre d'établissements hôteliers a augmenté de 10,7 %, pendant que le nombre de logements habités connaissait une importante hausse de 42,9 %.
Au premier trimestre 2006, le taux de chômage dans la ville de Buenos Aires était de 9,5 %, alors qu'il monte jusqu'à 12,5 % pour l'ensemble de la province de Buenos Aires, taux le plus élevé du pays. En comparaison, certaines régions avaient à la même période un taux inférieur à 8 %, comme le Noreste (7,1 %) ou le Cuyo, région comprenant les provinces de Mendoza et San Juan et San Luis (7,4 %). Le taux a continuellement baissé depuis la fin de la crise économique jusqu'au dernier trimestre 2004 perdant près de 10 % en deux ans, puis oscille entre 7 % et 11 % depuis 2005, restant donc assez volatil.
Après trois années consécutives de crise économique, le taux de pauvreté dans Buenos Aires et sa banlieue (12 millions d’habitants) grimpe à 51 % en 2021. Les enfants sont particulièrement concernés : près de 60 % des moins de 14 ans ne voient pas tous leurs besoins de base couverts, d’après l’Institut national des statistiques (Indec),.

## Tourisme au cœur de la nation
Les lieux touristiques les plus importants se trouvent dans le centre historique de la ville, secteur formé pratiquement par les quartiers de Monserrat et de San Telmo. La ville commença à se construire aux environs de la Plaza Mayor (aujourd'hui place de Mai), et les institutions administratives de la colonie étaient installées dans ce secteur. À l'est de la place, on peut voir la Casa Rosada, actuel siège du pouvoir exécutif du pays (la Présidence de la République argentine), en un endroit où auparavant on pouvait admirer le vieux fort. Vers le nord de la Plaza de Mayo se trouve la cathédrale métropolitaine, qui occupe le même lieu depuis l'époque de la colonie, et l'édifice de la Banque de la Nation argentine.

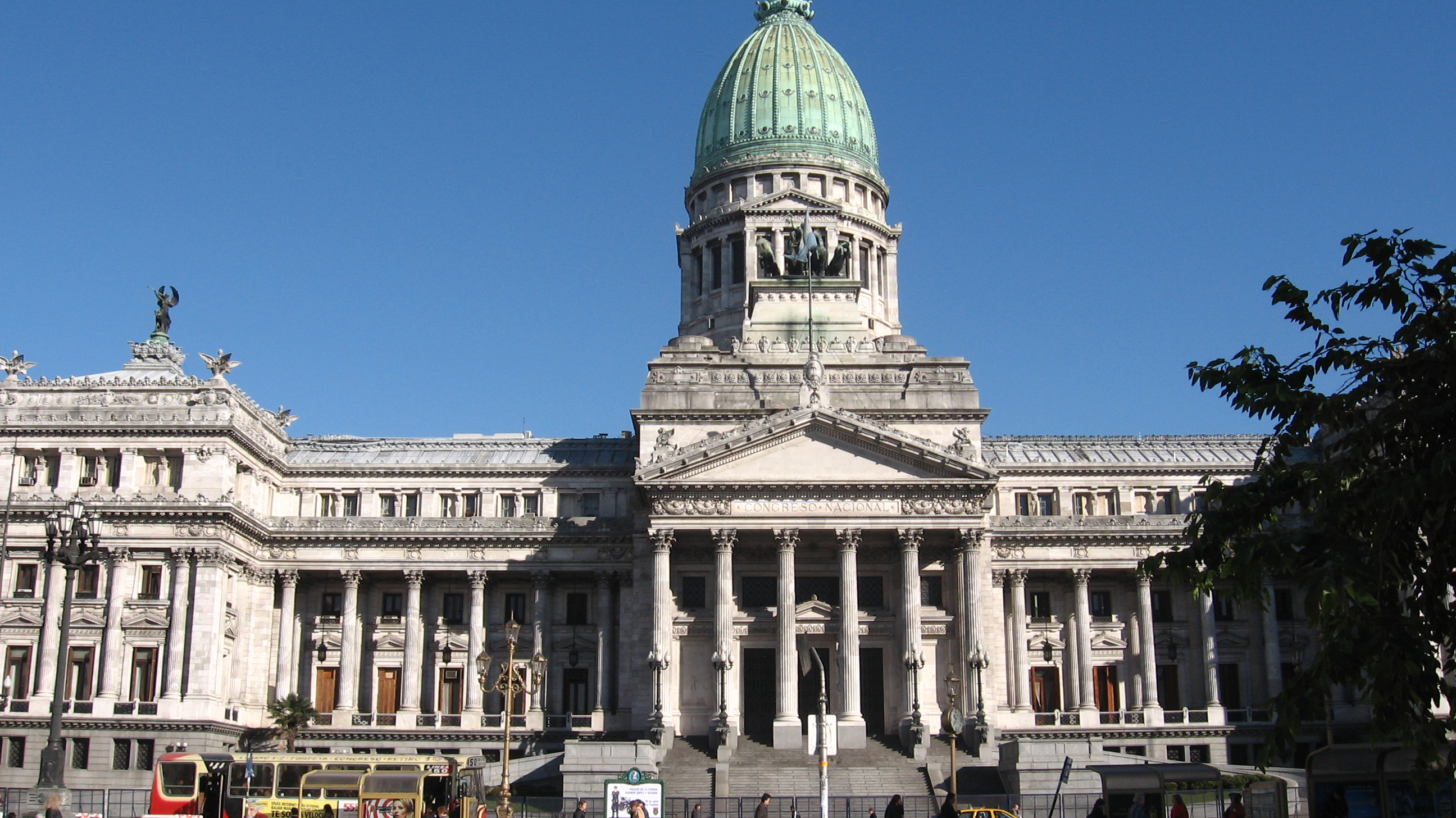
Vue du palais du Congrès de la Nation.
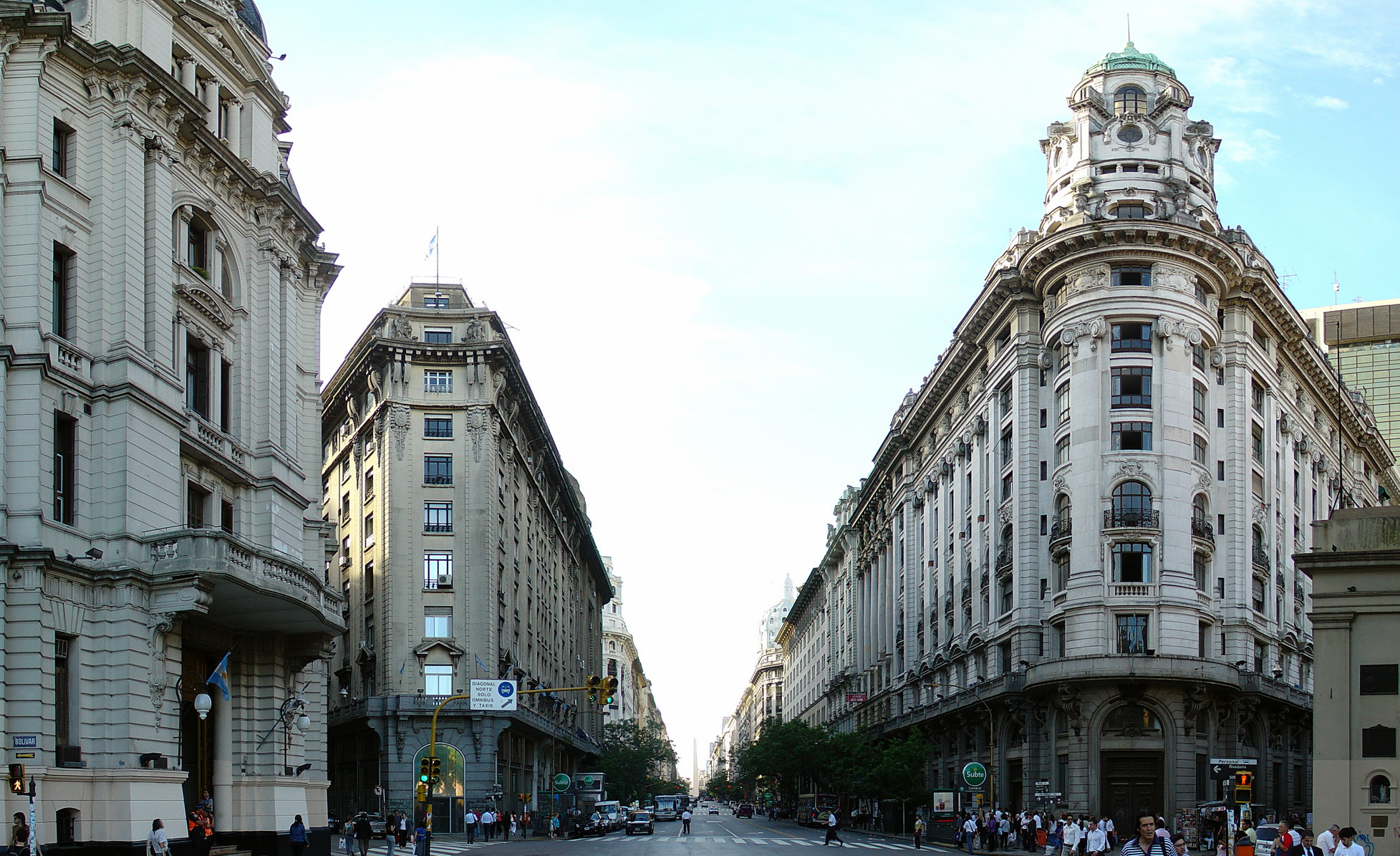
Architecture de style européen sur la rue Diagonal Norte.
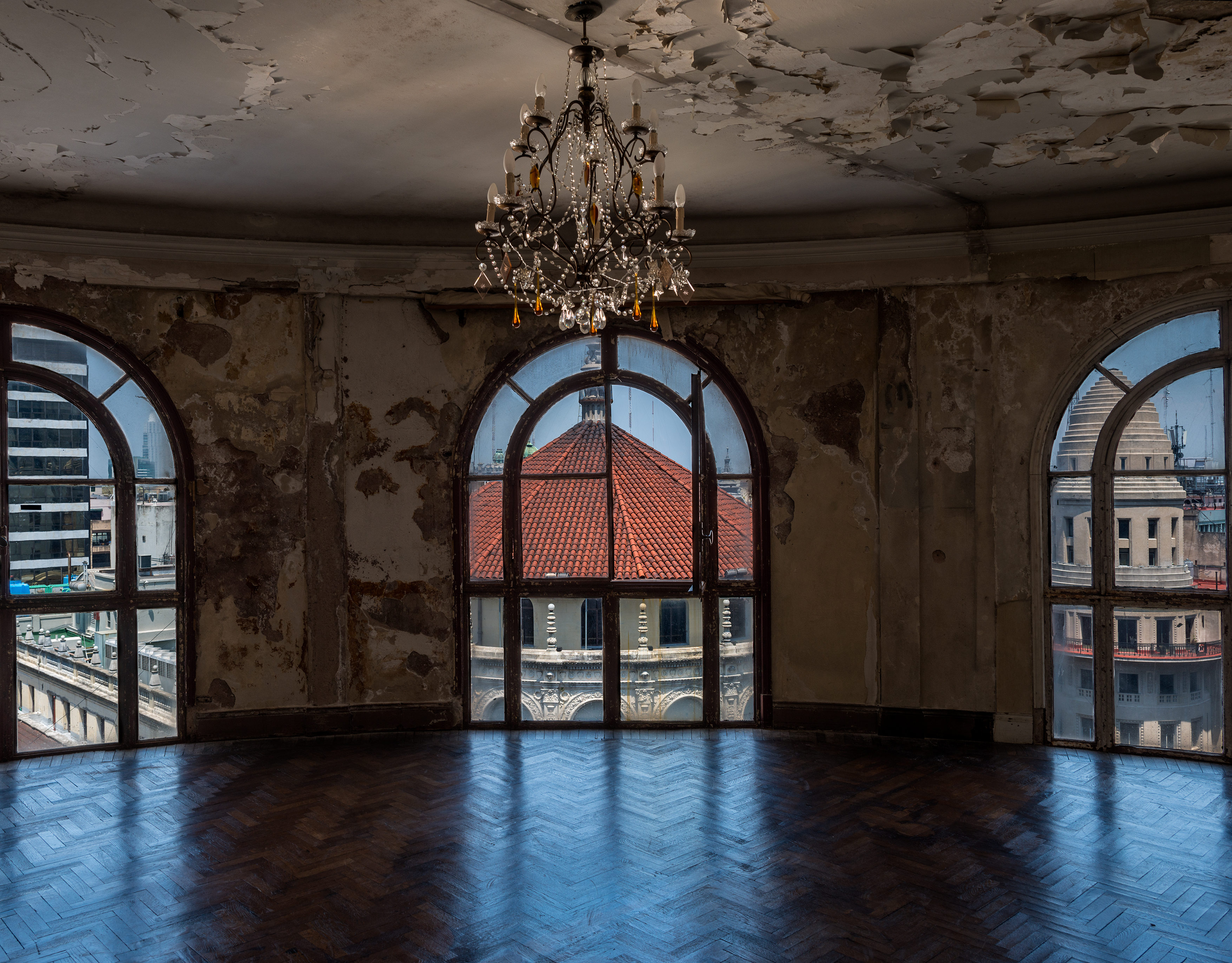
Dans l'Avenida Córdoba.

Une autre importante institution coloniale fut le Cabildo de Buenos Aires, situé vers l'ouest, qui n'a pas conservé sa forme originelle car une partie de sa structure fut démolie pour l'ouverture de l'Avenida de Mayo et la diagonale Sur (Julio A. Roca). Vers le sud on peut voir l'édifice de l'ancien Congrès de la Nation, où actuellement siège l'Académie nationale d'histoire. Enfin, vers le nord-ouest on peut observer l'immeuble du gouvernement de la ville, en avançant vers l'Avenida de Mayo.
L'Avenida de Mayo est considérée comme l'« axe civique », car elle unit la Casa Rosada avec le palais du Congrès de la Nation argentine, sièges respectivement du pouvoir exécutif et du pouvoir législatif. Tout au long de cette avenue, on peut observer certains édifices de grand intérêt culturel, architectural et historique : la maison de la Culture, le Palacio Barolo et le café Tortoni, entre autres. Au bout de la grande artère, on peut observer un superbe ensemble de deux places, décorées de différents monuments et sculptures, parmi lesquelles se trouve une copie signée du Penseur d'Auguste Rodin. Aux environs de ces places se trouve le palais du Congrès de la Nation argentine.

## Culture

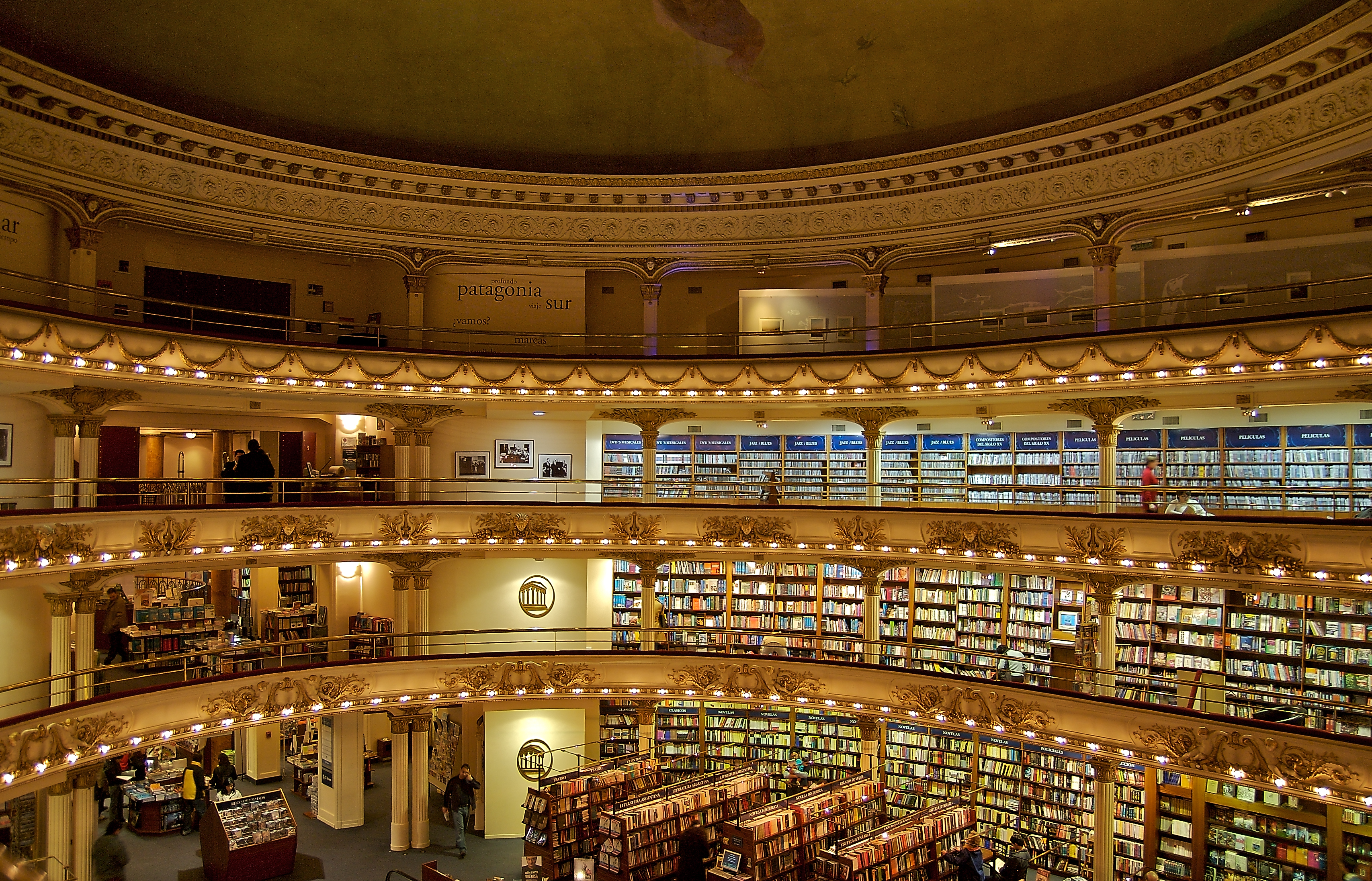
La librairie El Ateneo.

Buenos Aires est considérée comme l'une des villes les plus riches culturellement, et la plus « européenne » des villes d'Amérique du Sud. L'architecture de la ville a été influencée par plusieurs pays européens. Dans les quartiers les plus anciens, on retrouve un mélange de style moderne et de style colonial qui remonte à la domination espagnole.
La librairie El Ateneo de Buenos Aires est régulièrement élue plus belle librairie au monde par de nombreux titres de presse et revues scientifiques spécialisées, dont The Guardian et le National Geographic.

### Langues
On y parle principalement l'espagnol dans sa variante rioplatense (Uruguay, Argentine), avec quelques différences par rapport au castillan, notamment de prononciation par rapport à celui parlé en Espagne : par exemple, le seseo est la norme, ou encore le digramme ‹ ll › ou le ‹ y ›, traditionnellement prononcés respectivement [ʎ] et [j], ont fusionné et sont prononcés [ʃ] par les Portègnes et [ʒ] par les Argentins du Centre ou de l’Ouest. Depuis quelques décennies ce son a commencé à se prononcer [ʃ] à Buenos Aires. Il existe aussi le vesre (semblable au verlan français) consistant à inverser de manière ludique l'ordre des syllabes d'un mot donné. Cet espagnol est couramment appelé espagnol rioplatense. L'espagnol rioplatense est souvent enrichi de néologismes permettant d'afficher son appartenance à des groupes sociaux de prestige. Ces modes en constante évolution sont remplacées par d'autres à partir du moment où le grand public commence à les adopter.
Les parlers locaux ont hérité également des mots issus du lunfardo, un argot populaire et artificiellement codifié au début du XXe siècle, et du cocoliche, nom donné à l'espagnol parlé par les immigrés italiens. L'italien a ainsi considérablement influencé l'espagnol rioplatense. D'autres langues telles que l'allemand, le polonais, le yiddish, le russe, le français, le lituanien, l'arabe et le portugais ont également laissé des traces considérables dans l'espagnol rioplatense. D'autres mots proviennent des gauchos de la pampa. Il fut principalement développé à la fin du XIXe siècle et au début du XXe siècle dans les zones les plus pauvres de Buenos Aires, Rosario et Montevideo. Le lunfardo a été immortalisé dans de nombreuses paroles de chansons populaires, en particulier dans le tango.

### Opéras, théâtres et cinémas

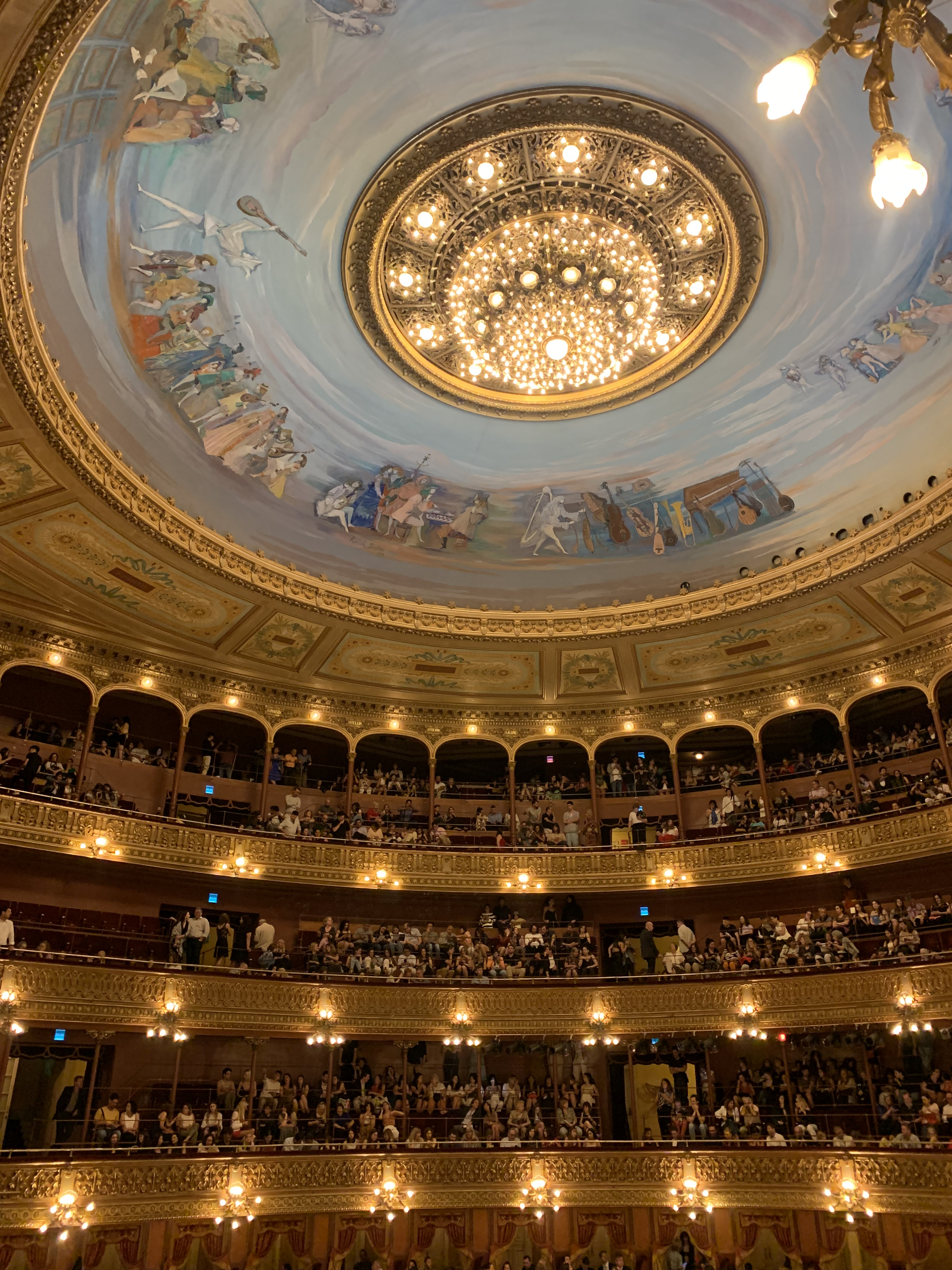
Le théâtre Colón sur l'avenue 9 de Julio.

Buenos Aires détient la plus grande concentration de théâtres et opéras d'Amérique latine. Elle abrite l'un des opéras les plus célèbres au monde, le théâtre Colón. Bâti sur l'avenue 9 de Julio, l'une des plus larges au monde, sa construction a duré 20 ans et s'est achevée en 1908. Il peut accueillir plus de 3 000 personnes. De nombreux autres théâtres ou opéras se situent le long de l'avenue Corrientes ou ses environs, comme le Teatro Maipo ou le Teatro General San Martín, ce dernier abritant également des expositions artistiques et cinématographiques.
Le cinéma argentin, qui fut très actif avant la dictature militaire, connaît un regain d'activité depuis la fin des années 1990, la nouvelle vague du cinéma argentin. Il est le plus productif d'Amérique latine, notamment grâce à l'Instituto Nacional de Cine y Artes Audiovisuales (INCAA) qui fait la promotion de films argentins à l'étranger. Parmi cette nouvelle vague, de nombreux films, dont la ville sert de cadre dans la majorité des cas, ont été récompensés par divers prix, comme Les Neuf Reines de Fabián Bielinsky, jusqu'à l'Oscar du meilleur film étranger pour Dans ses yeux de Juan José Campanella en 2010. Depuis 1999 se tient chaque année dans la ville le festival international de cinéma indépendant de Buenos Aires, organisé par le ministère de la Culture de la ville de Buenos Aires.

### Musées
La ville compte plus de 140 musées publics (dépendant souvent du Secrétariat à la culture de la ville de Buenos Aires ou du gouvernement national) ou privés, parmi lesquels le musée d'art latino-américain de Buenos Aires, le musée du cinéma Pablo Ducrós Hicken, le musée d'art hispano-américain Isaac Fernández Blanco, le musée d'histoire national, le musée d'art moderne de Buenos Aires ou encore le musée national des beaux-arts. Ce dernier, inauguré le 16 juillet 1895, possède plus de 12 000 peintures, sculptures, tapisseries et autres œuvres d'art. On y trouve des peintures de Francisco de Goya, Auguste Renoir, Édouard Manet (dont La Nymphe surprise), Vincent van Gogh (Le Moulin de la Galette), Claude Monet (dont Le Pont d'Argenteuil), Pablo Picasso, etc.

### Évènements

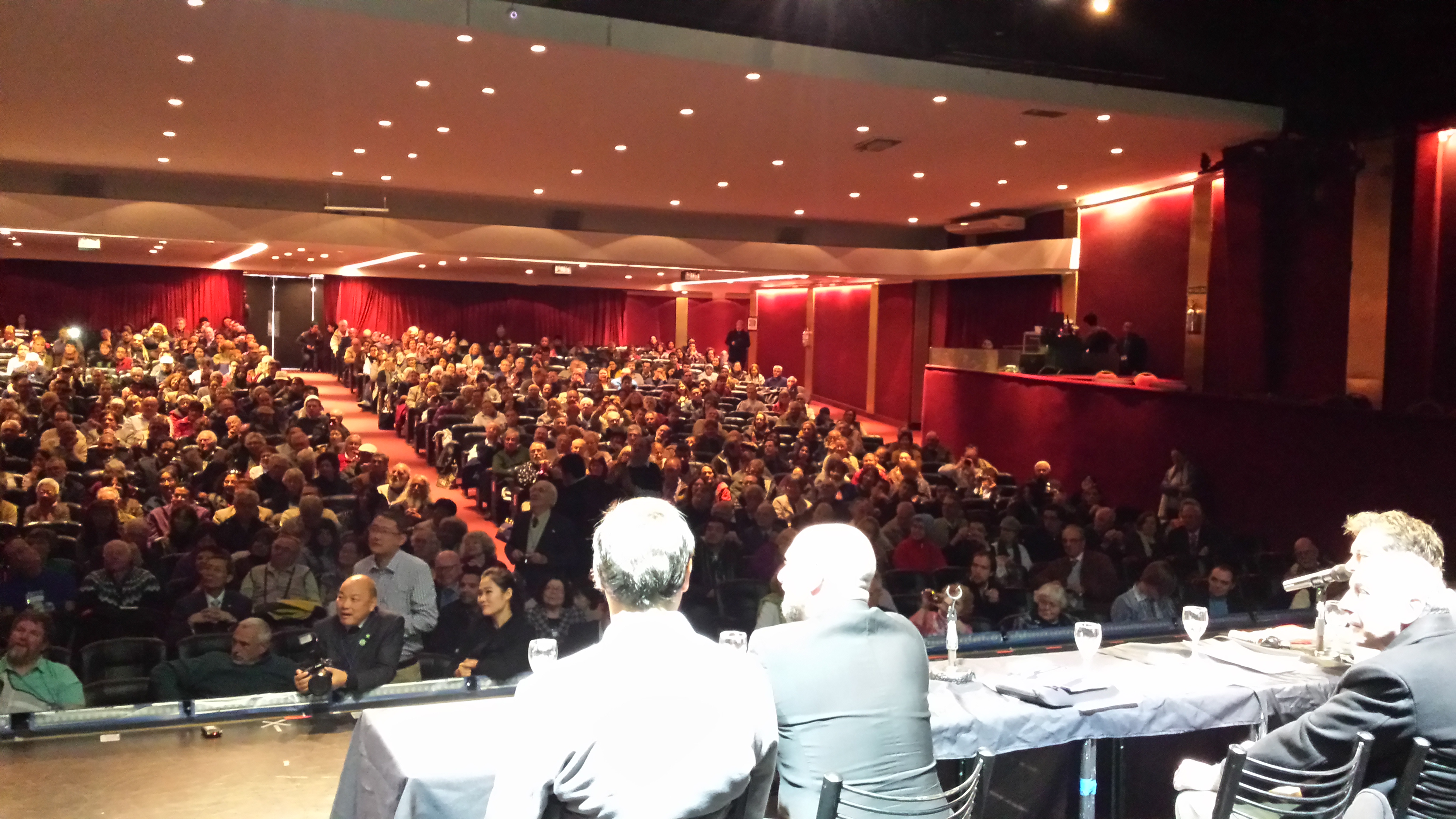
99e congrès mondial d’espéranto.

Du 26 juillet au 2 août 2014, Buenos Aires a accueilli le 99e congrès mondial d'espéranto, dont le thème était « Nos petits-enfants nous béniront-ils ? Tentatives d’avenir pérenne ».

### Commerce
D'après une étude de World Cities Culture Forum, Buenos Aires est la ville au monde qui compte le plus grand nombre de librairies par habitant (734 pour 2,8 millions d'habitants, soit 25 pour 100 000 habitants). Une des librairies les plus connues est El Ateneo.

## Arts

### Le tango

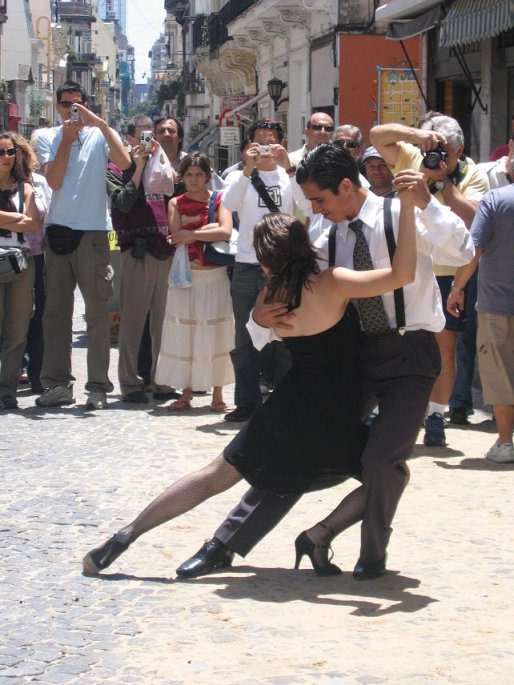
Un tango dans une rue de San Telmo.

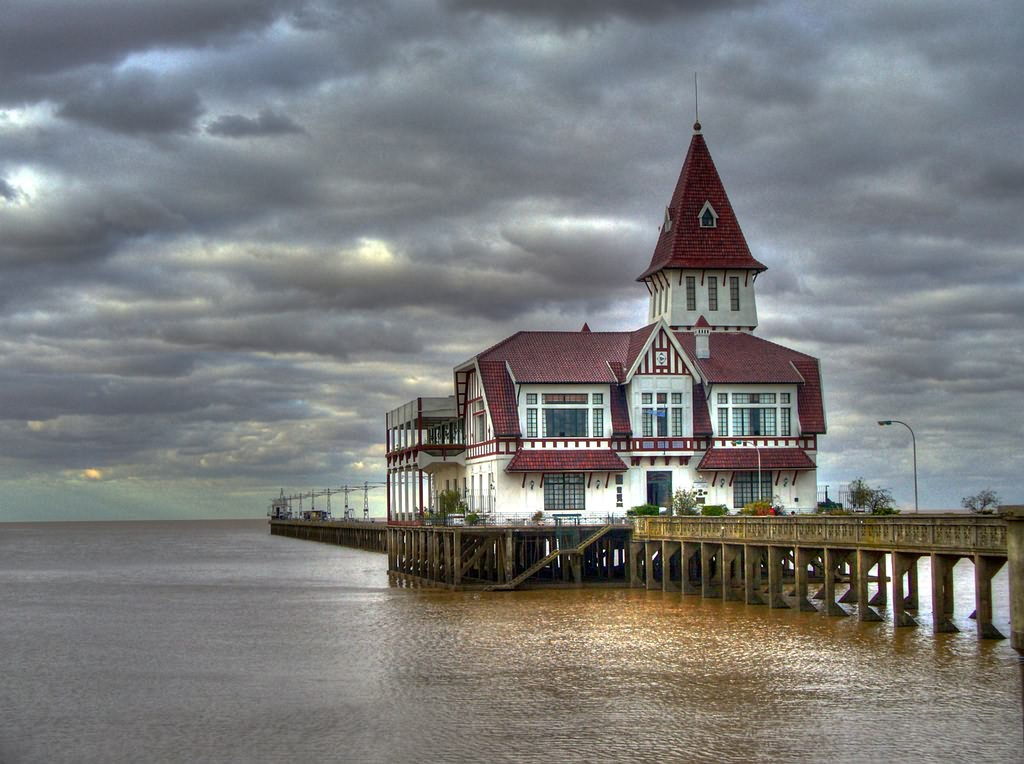
Le débarcadère des pêcheurs avec son restaurant.

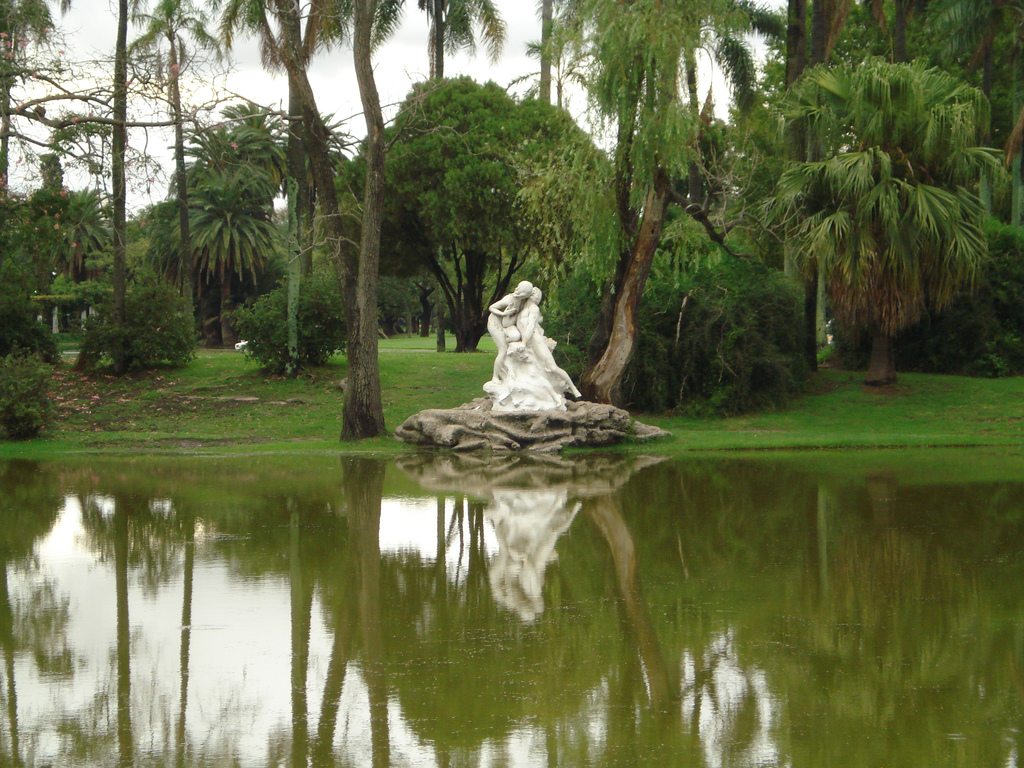
L'un des lacs des Bosques de Palermo.

C'est à Buenos Aires qu'est né le tango, à la fin du XIXe siècle. Le tango est aujourd'hui toujours très pratiqué dans la ville, où de nombreux établissements, cafés ou restaurants proposent tous les jours des spectacles de danse. Les rues mêmes du quartier San Telmo vivent au rythme de la musique et accueillent fréquemment des danseurs, amateurs ou professionnels. L'Avenida Corrientes, l'une des plus célèbres de la ville et qui a accueilli de grands spécialistes comme Carlos Gardel, rend hommage au tango grâce à 40 plaques commémoratives disposées en son long.

### Gastronomie
La cuisine portègne est d'abord la cuisine argentine. De plus, elle a fortement été influencée par l'immigration italienne, les pizzerias et glaciers étant très répandus dans la ville. La viande de bœuf est aussi un grand classique, et le maté se boit à toute heure dans les rues de Buenos Aires.

### Divers
Buenos Aires abrite aussi de nombreuses bibliothèques et des associations culturelles variées. On compte 26 bibliothèques publiques, auxquelles on peut ajouter la Casa de Poesía. La Biblioteca Nacional, plus grande bibliothèque du pays, détient entre autres une édition de la Divine Comédie de Dante Alighieri datant de 1484, ou encore une page de la première impression de la Bible de Gutenberg. La Biblioteca del Congreso de la Nación, avec son patrimoine bibliographique de plus de 2 millions d'exemplaires, figure parmi les bibliothèques les plus complètes du monde.
Buenos Aires est la ville natale de Jorge Mario Bergoglio, élu pape sous le nom de François le 13 mars 2013 à Rome, mais aussi la ville d'origine ou de résidence d'écrivains argentins célèbres tels que Leopoldo Lugones, Jorge Luis Borges, Manuel Mujica Láinez, Adolfo Bioy Casares, Ernesto Sábato, Leopoldo Marechal, Victoria Ocampo, César Aira, Roberto Arlt et Julio Cortázar (qui vécut à Paris). Certaines personnalités internationales ont également vécu à Buenos Aires, c'est le cas de René Goscinny, Marcel Duchamp, Simona Ertan, Witold Gombrowicz, Rosa Chacel, Antoine de Saint-Exupéry et Eugene O'Neill, Jerry Masucci, Romola Nijinska, de même que l'armateur Aristote Onassis. La pionnière de l'aviation Carola Lorenzini y est née en 1899, le réalisateur argentin Eliseo Subiela y est né en 1944 et la féministe Gloria Bonder en 1950.

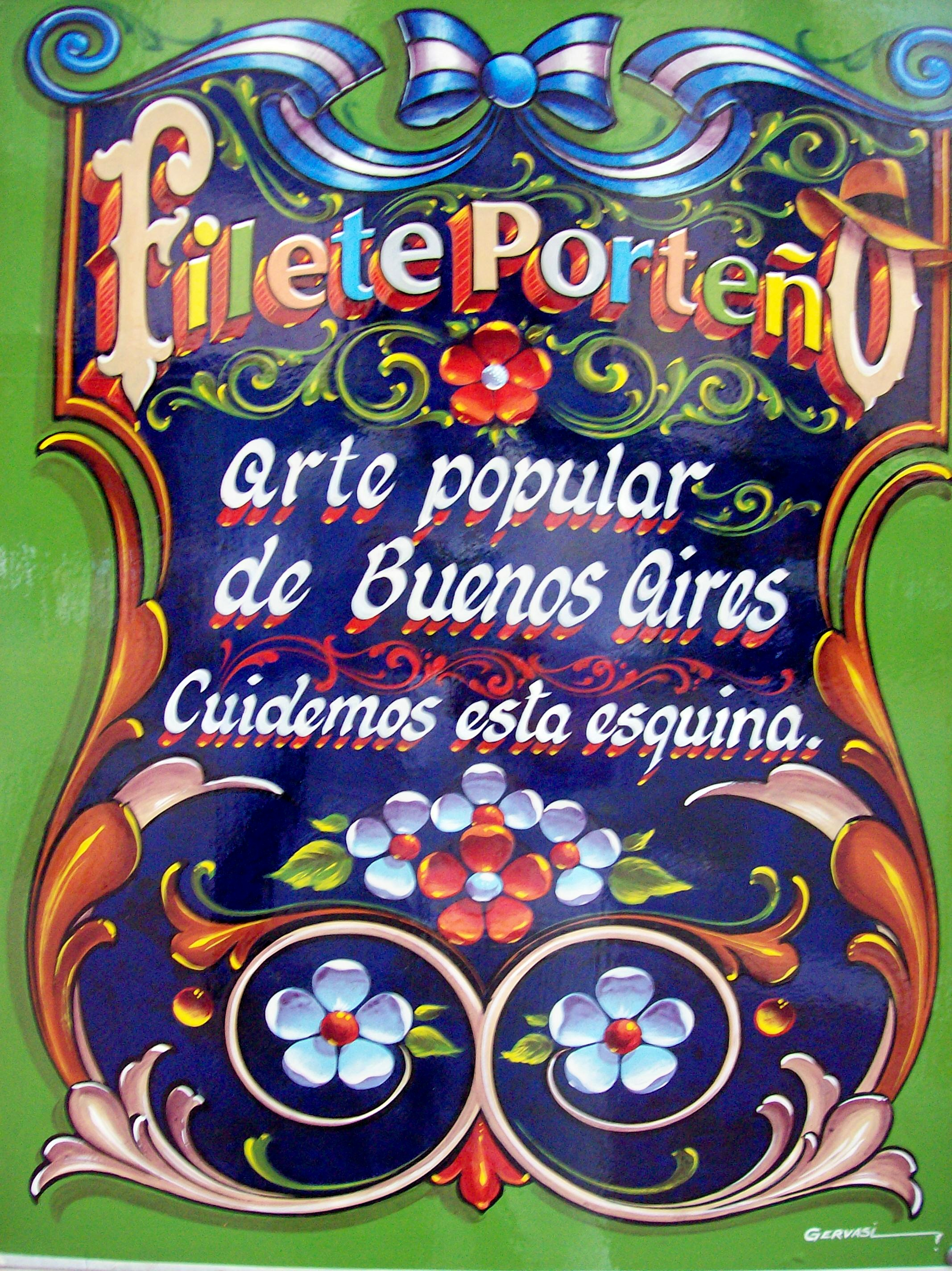
Fileteado : art populaire.

Durant la guerre civile espagnole et ses suites directes, Buenos Aires accueillit de nombreux réfugiés espagnols, comme le philosophe José Ortega y Gasset et le compositeur Manuel de Falla, lequel s'installa par la suite à Córdoba (Argentine).
Le rockeur Luca Prodan, arrivé d'Angleterre à Buenos Aires dans les années 1980, devint une icône du rock argentin.
Buenos Aires compte de nombreux autres sites d'intérêt culturel ou d'agrément, notamment dans le quartier de Palermo où l'on retrouve le zoo, les jardins botaniques de la ville, les Bosques de Palermo et le planétarium Galileo-Galilei, qui offrent à eux seuls plus de 50 hectares de verdure à la ville.
Le saint protecteur de la ville est saint Martin de Tours. La légende dit que quand Juan de Garay fonda la ville, il dut choisir un saint protecteur, tous les officiers proposèrent les noms de saints qu'ils connaissaient. Pour laisser le choix dans « la main de Dieu », Juan de Garay choisit d'effectuer un tirage au sort. La première fois le nom de saint Martin de Tours sortit, mais, étant espagnol, il voulut un saint espagnol pour cette ville et non français, surtout qu'à cette époque, Français et Espagnols étaient en guerre. Un deuxième tirage fut fait, et saint Martin ressortit, puis un troisième et toujours le même résultat. Juan dit alors que Dieu avait réellement choisi saint Martin pour Buenos Aires.

## Sports
Le sport le plus pratiqué, aussi bien à Buenos Aires que dans toute l'Argentine, est le football. Une grande partie des clubs les plus renommés du championnat d'Argentine de football résident dans la ville, c'est le cas des deux clubs les plus célèbres en Argentine, le Club Atlético Boca Juniors et le Club Atlético River Plate, dont la rencontre donne lieu chaque année aux fameux Superclásicos. Moins connu à l'étranger mais tout autant adulé de ses supporters, le Club Atlético San Lorenzo de Almagro tient ses quartiers dans le barrio d'Almagro. Parmi ses plus célèbres « hinchas » (supporters) on trouve l'acteur Viggo Mortensen, qui a passé son enfance à Buenos Aires et le Pape François, originaire du même quartier. La ville accueille aussi les clubs de Club Atlético Vélez Sarsfield et Argentinos Juniors, parmi de nombreux autres. En conséquence, les infrastructures consacrées au football sont très développées, la ville possède par exemple plusieurs stades de plus de 50 000 places, comme le stade Monumental (stade de River Plate) ou la Bombonera (Boca Juniors). Beaucoup d'infrastructures ont été construites ou développées pour la Coupe du monde de football de 1978 en Argentine. C'est aussi dans des quartiers pauvres de Buenos Aires que Diego Maradona a grandi, et il est toujours resté très attaché à sa ville.
En dehors du football, on retrouve les clubs de River Plate et Boca Juniors dans la Liga Nacional A de basket-ball.
Le tennis est également très apprécié, après avoir été popularisé par Guillermo Vilas dans les années 1970. Parmi les joueurs originaires de Buenos Aires, citons également l'Argentine Gabriela Sabatini. Le Tournoi de tennis de Buenos Aires est l'une des seules compétitions ATP d'Argentine avec le Tournoi de tennis de Cordoba.
Buenos Aires fut le lieu de diverses compétitions sportives internationales. En plus du mondial de football cité plus haut, elle a accueilli les Jeux panaméricains de 1951, deux mondiaux masculins de basket-ball (en 1950 et 1990), deux mondiaux masculins de volley-ball (en Championnat du monde masculin de volley-ball 1982 et Championnat du monde masculin de volley-ball 2002) et de nombreuses courses automobiles pour le Grand Prix automobile d'Argentine, sur le circuit Oscar Alfredo Gálvez.
Buenos Aires a été candidate malheureuse des Jeux olympiques d'été à trois occasions : en 1956 (J.O. de Melbourne), en 1968 (J.O. de Mexico) et en 2004 (J.O. d'Athènes). L'Argentine est le seul membre fondateur du CIO à n'avoir pas encore accueilli les Jeux.
Buenos Aires a été le point de départ et d'arrivée du Rallye Dakar 2009, ainsi que des versions 2010, 2011 et 2015.
Parmi les autres sports populaires à Buenos Aires figurent le golf, le rugby, le hockey sur gazon et le polo, certes plus chic.

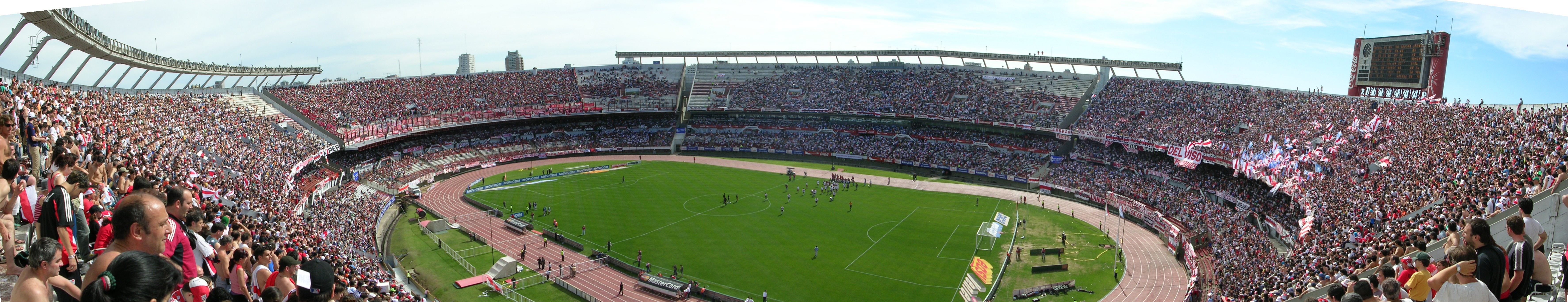
Le stade Monumental où s'est tenue la finale de la Coupe du monde de football de 1978.

Chaque mois de septembre a lieu le semi-marathon de Buenos Aires. Le marathon de Buenos Aires a lieu chaque mois d'octobre.

## Universités et sciences
- Université de Buenos Aires
- Université de Belgrano
- Université Catholique d'Argentine
- Université de Palermo

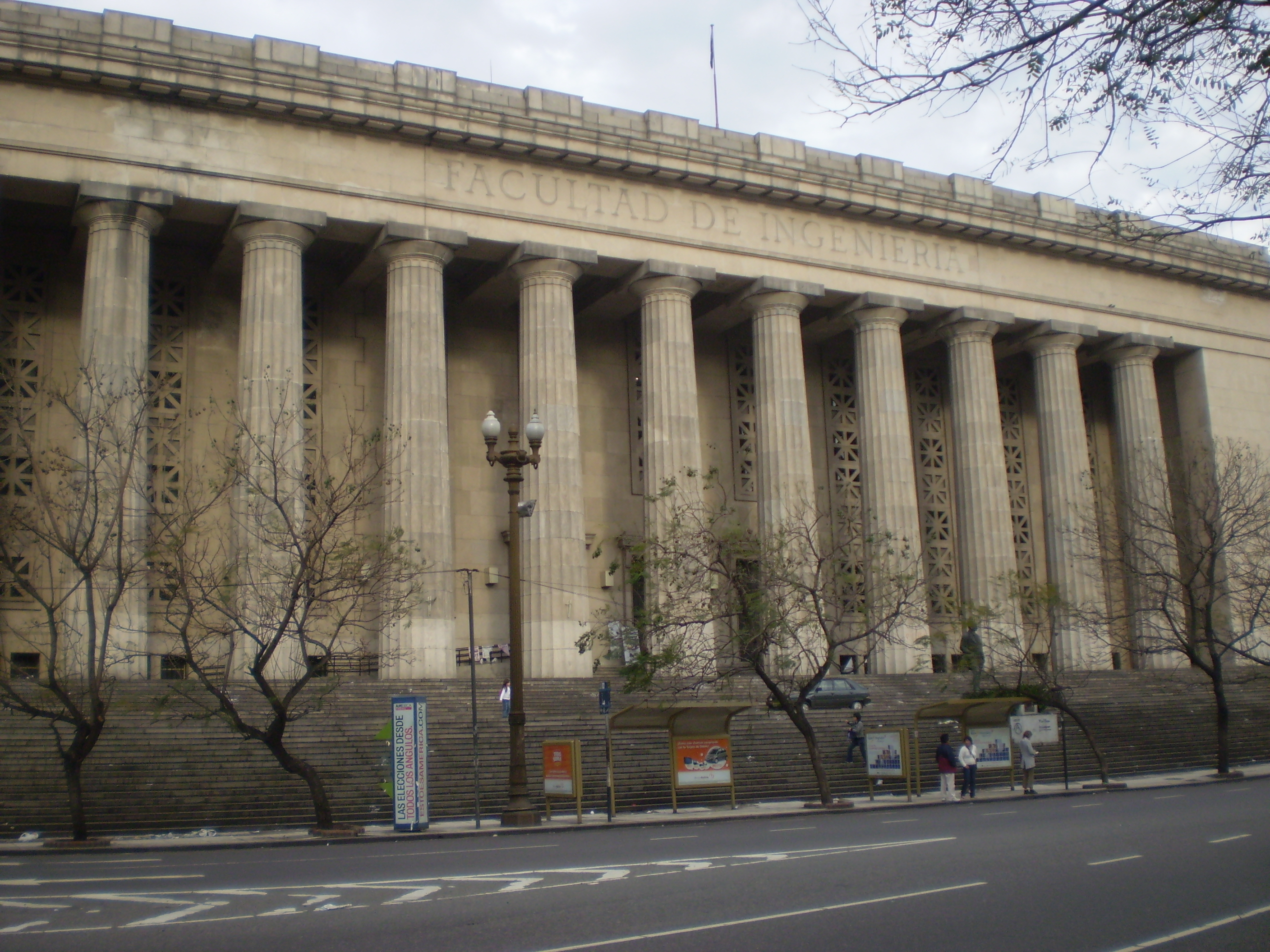
École d'Ingénieurs à l'université de Buenos Aires.

- Université argentine de la empresa
- Université Abierta Interamericana
- Université Torcuato Di Tella
- Université John F. Kennedy
- Universidad del Museo Social Argentino
- Université Austral
- Université de Ciencias Empresariales y Sociales
- Université du Salvador (à ne pas confondre avec l'université du Salvador, université de l'État du Salvador en Amérique centrale)
- Université Favaloro
- Université du centre d'études macroéconomiques d'Argentine
- Université nationale de San Martín (UNSAM)

Cinq prix Nobel sont sortis de l'Université de Buenos Aires, l’un des meilleurs établissements universitaires d'Amérique du Sud, systématiquement classe première des universités du sous-continent dans les classements internationaux depuis une vingtaine d’années, et qui fournit des enseignements gratuits à des étudiants venant du monde entier.
Buenos Aires est un centre majeur pour la psychanalyse, particulièrement l'école lacanienne.

## Transports et économie

### Transport en commun
- Métro de Buenos Aires
- Transports urbains du Grand Buenos Aires

### Transport ferroviaire
- Gare de Buenos Aires-Once de septiembre

### Transport aérien
Le code AITA générique de Buenos Aires est BUE. Buenos Aires possède deux aéroports :
- aéroport international d'Ezeiza ;
- aéroport Jorge-Newbery.

## Blason

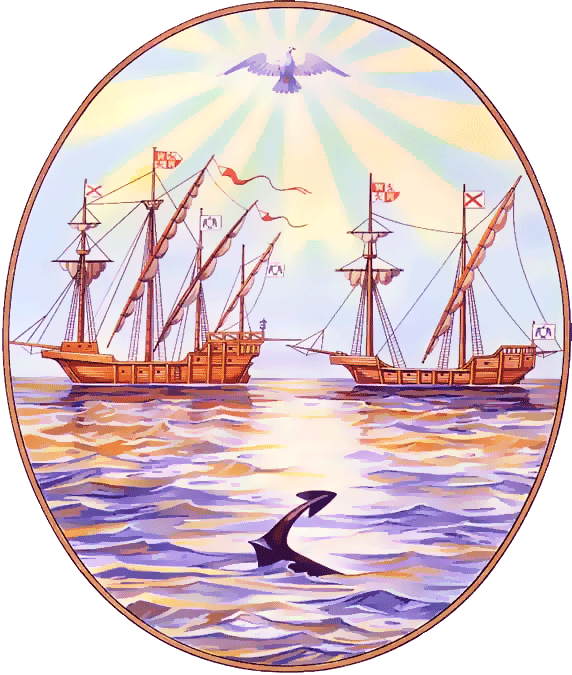
Blason de Buenos Aires.

D'azur à deux voiliers à l'ancre sur des ondes d'eau, le tout au naturel, une branche d'ancre de sable issant des eaux. En chef une colombe du Saint-Esprit renversée d'argent rayonnante du même.

## Relations internationales

### Jumelages
Historiquement, Tel Aviv-Jaffa (Israël) est la première ville avec laquelle Buenos Aires passe un accord de jumelage, dès 1958. Buenos Aires a depuis passé de nombreux accords de jumelage ou de coopération avec d'autres grandes villes dans le monde, dont Paris, et Rome.
- Tel Aviv-Jaffa (Israël)

### Villes de design, membres du réseau des villes créatives UNESCO
Depuis novembre 2005, Buenos Aires fait partie du réseau des villes créatives UNESCO, comme ville de design, avec :
- Berlin (Allemagne)
- Graz (Autriche)
- Kobe (Japon)
- Montréal (Québec)
- Nagoya (Japon)
- Pékin (Chine)
- Saint-Étienne (France)
- Séoul (Corée du Sud)
- Shanghai (Chine), la métropole chinoise est d'ailleurs son antipode (point diamétralement opposé dans le référentiel terrestre)
- Shenzhen (Chine)

## Personnalités liées
- Alcira de la Peña (1910-1998), née à Buenos Aires, médecin et militante féministe, communiste et humanitaire.
- Silvina Bullrich (1915-1990), née à Buenos Aires, romancière argentine.
- Ligia Montoya (1920-1967), née à Buenos Aires, bibliothécaire et pionnière de l'origami moderne.
- Paula Wajsman (1939-1995), psychologue, essayiste et traductrice argentine, y est décédée.
- Alberto Fernandez (1959 -), Président de la Nation argentine, y est né.
- Silvina Chediek (1962-), journaliste argentine, y est né.
- Elizabeth Salguero, née en 1964 à Buenos Aires, femme politique et militante bolivienne.
- Mónica Astorga Cremona (1967-), religieuse carmélite déchaussée et mère supérieure du couvent carmélite Santa Cruz y San José de Neuquén.
- Javier Milei (1970 -), Président de la Nation argentine né à Buenos Aires.
- Pola Oloixarac, née en 1977 à Buenos Aires, romancière argentine.
- François (1936-2025), ecclésiastique argentin, et 266e pape de l'Église catholique de 2013 à 2025.
- Hilda Victoria Montenegro (1976-) femme politique et enfant volée sous la dictature argentine[39].

## Dans la fiction

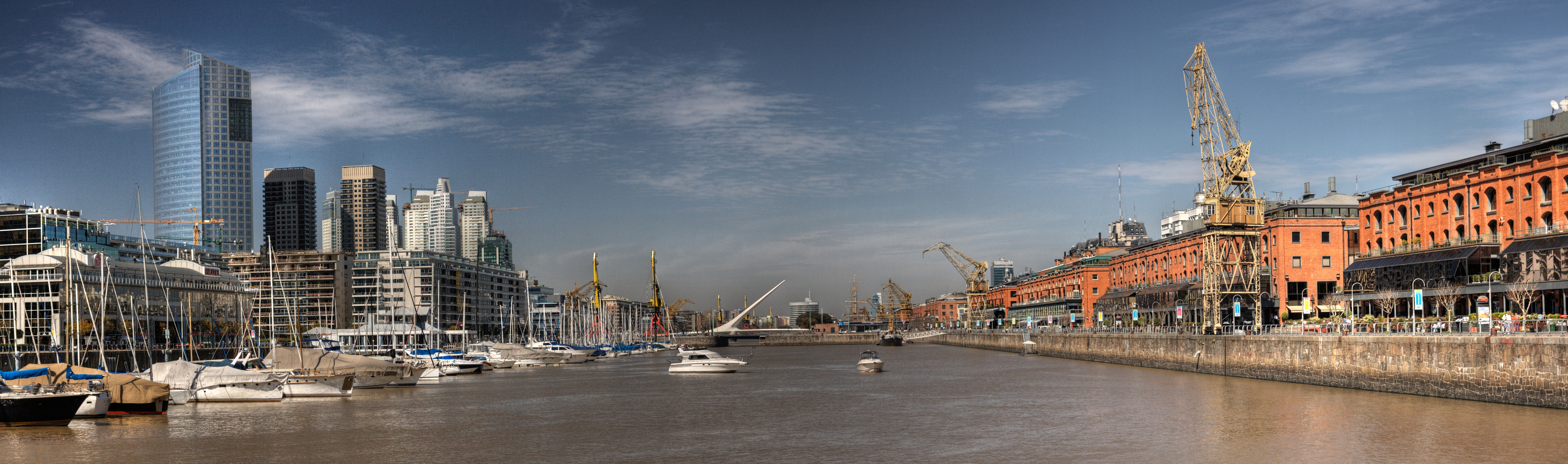
Puerto Madero.

- 1996 : Evita d'Alan Parker ;
- 2025 : L'Éternaute (El Eternauta).